# Volksabstimmung in Kärnten 1920
Die Volksabstimmung in Kärnten (slowenisch: Koroški plebiscit, englisch: Carinthian plebiscite, beides auf Deutsch wörtlich: „Kärntner Plebiszit“) am 10. Oktober 1920 war eine der Volksabstimmungen infolge des Vertrags von Saint-Germain. Mit der Volksbefragung sollte ein verlässliches Meinungsbild darüber gewonnen werden, ob die Bevölkerung im Südosten Kärntens, in einem Gebiet das in etwa dem Klagenfurter Becken entsprach, Teil der Republik Österreich oder des Königreichs der Serben, Kroaten und Slowenen sein wollte.
Das Plebiszit in dem seit dem Mittelalter sowohl deutsch- als auch slowenischsprachigen Gebiet wurde notwendig, weil nach dem Ende des Ersten Weltkriegs und dem Zerfall Österreich-Ungarns im Jahr 1918 mehrere Nachfolgestaaten Anspruch darauf erhoben. Im Einklang mit dem Leitgedanken des Selbstbestimmungsrechts der Völker sollte die Bevölkerung mittels eines Plebiszits ihren Wunsch äußern können. Die Letztentscheidung der Frage wurde vom Obersten Rat der Pariser Friedenskonferenz getroffen.
Das Abstimmungsgebiet wurde in zwei Zonen geteilt, von denen jeweils eine von den beiden streitenden Staaten verwaltet wurde. Das Plebiszit hätte in bis zu zwei Stimmgängen in einem Abstand von drei Wochen durchgeführt werden können. Voraussetzung hierfür war, dass die erste Abstimmung in „Zone I“ am 10. Oktober 1920 eine Mehrheit für den Anschluss an das Königreich der Serben, Kroaten und Slowenen ergeben hätte. Da sich jedoch die Mehrheit der Abstimmenden für einen Verbleib bei der Republik Österreich aussprach, erübrigte sich der zweite Stimmgang in „Zone II“.

## Vorgeschichte

### Zerfall Österreich-Ungarns
Im Verlauf des Jahres 1918 zeichnete sich ab, dass die Mittelmächte zu einer Fortführung des Ersten Weltkriegs nicht mehr in der Lage sein würden. Ende September schloss Bulgarien einen separaten Waffenstillstand mit der Entente, wenige Tage später gründete sich der Nationalrat der Slowenen, Kroaten und Serben mit dem erklärten Ziel der Unabhängigkeit von Österreich-Ungarn. Am 3. November 1918 schloss der österreichische Reichsteil einen Waffenstillstand mit der Entente. Allerdings hatten die Sieger keine ausreichenden Vorkehrungen für die geordnete Besetzung der Gebiete Österreich getroffen. So versuchten die gerade entstehenden Nachfolgestaaten, ihr Einflussgebiet jeweils durch militärische Besetzungen auszuweiten und vor den zu erwartenden Pariser Friedensverhandlungen Fakten zu schaffen.
Bereits am 16. Oktober 1918 hatte Kaiser Karl das Völkermanifest verkündet, mit dem die bereits beginnende Auflösung in Teilstaaten anerkannt wurde. Am 21. Oktober bildete sich Deutschösterreich, dass sich einen Tag nach Karls Verzicht auf die Kaiserwürde am 11. November zur Republik erklärte. Die Republik Deutschösterreich verabschiedete am 22. November 1918 eine Staatserklärung über Umfang, Grenzen und Beziehungen des Staatsgebietes von Deutschösterreich, in der sie den Anspruch auf das „geschlossene Siedlungsgebiet der Deutschen“ im bisherigen Habsburgerreich erhob. Dies umfasste auch das Kronland Kärnten, jedoch ohne die ausschließlich slowenischen Siedlungsgebiete.
Dieser maximalistische Anspruch stand im Widerspruch zu den ebenfalls maximalistischen Ansprüchen der anderen aus dem Habsburgerreich hervorgehenden Staaten. So erhob der am 29. Oktober 1918 ausgerufene Staat der Slowenen, Kroaten und Serben (slowenisch: Država Slovencev, Hrvatov in Srbov, daher oft abgekürzt zu „SHS-Staat“) ebenfalls Anspruch auf eine Reihe der von Deutschösterreich beanspruchten Gebiete, darunter Südkärnten. Da sich der SHS-Staat selbst weitreichenden Gebietsforderungen Italiens gegenübersah, schloss er sich bereits am 1. Dezember 1918 mit den Königreichen Serbien und Montenegro zum Königreich der Serben, Kroaten und Slowenen („SHS-Königreich“) zusammen.

### Kärnten in der Umbruchzeit
Ab November 1918 konstituierten sich innerhalb Österreichs verschiedene Gebiete als eigenständige Länder. Kärnten erklärte sich ebenfalls am 11. November 1918 zu einem Land Deutschösterreichs. Das ehemalige Kronland Kärnten hatte seit dem Mittelalter eine gemischtsprachige Bevölkerung. Die letzte Volkszählung im Jahre 1910 hatte einen Anteil von etwa vier Fünfteln Deutschsprachiger und ein Fünftel Slowenischsprachiger ergeben. Auch wenn im Norden die deutsche und im Süden die slowenische Sprache überwog, gab es keine klare Sprachgrenze. Viele Kärntner waren mehrsprachig.
Italien erhob Anspruch auf das zu Kärnten gehörende Kanaltal und der SHS-Staat auf den südlichen Teil des Klagenfurter Beckens, inklusive Klagenfurts und Villachs. In Erwartung einer Besetzung Kärntens durch SHS-Truppen, erbat Otto Bauer, damals Staatssekretär in der Wiener Regierung, über den Vertreter Deutschösterreichs in Bern und das Politische Departement der Schweiz, die Entente um Besetzung Kärntens durch US-amerikanische und britische Truppen. Dieser Bitte wurde jedoch nicht entsprochen. Die deutschösterreichiusche Regierung telegraphierte auch an die slowenische Regierung in Ljubljana und warnte diese vor einem Einmarsch in Kärnten. Tatsächlich zogen sich die österreichischen Sicherungstruppen jedoch zurück, als im November diese Besetzung tatsächlich begann.
Am 5. November 1918 drangen Truppen des Staates der Serben, Kroaten und Slowenen („SHS-Staat“) mit der Begründung der Wiederherstellung der öffentlichen Ordnung unter dem Kommando von Rudolf Majster in die südöstlichen Landesteile ein. Die SHS-Polizei rückte in das Rosen- und untere Gailtal vor. Ferlach und am 30. November wurde das nördlich der Drau gelegene Völkermarkt besetzt. Die Landesregierung verlegte ihren Sitz angesichts dieser Bedrohung nach Spittal an der Drau. In Ferlach und Völkermarkt richteten sie je ein Verwaltungszentrum ein, setzten alle Behördenvertreter und Richter ab, und begann mit der Ausweisung von österreichisch-freundlich gesinnten Personen, Deutsche wie Slowenen.
Die österreichische Regierung war in einer schwierigen Situation, weil der Waffenstillstandsvertrag ihr die Fortführung des Kampfes gegen Truppen der Entente verbot. So hatte beispielsweise die Tschechoslowakei im November 1918 ihre heimkehrenden k.u.k.-Truppen unter französisches Kommando gestellt, wodurch diese formal zu Entente-Truppen wurden, und mit diesen die ebenfalls von Deutschösterreich beanspruchten Gebiete in Böhmen und Mähren besetzt. Die Regierung in Wien befürchtete, dass gleiches mit den SHS-Truppen in Kärnten geschehen könnte, indem diese formal dem Königreich Serbien, das ebenfalls zur Entente gehörte, unterstellt würden.
Vor diesem Hintergrund blieben die Bitten der Kärntner Landesregierung unter dem Landesverweser Arthur Lemisch an die Wiener Regierung ungehört. Zugleich war es der Wiener Regierung nicht unrecht, wenn vor Ort eigenständiger militärischer Widerstand geleistet würde, für den sie nicht diplomatisch haftbar gemacht werden konnte. Die Regierungen Deutschösterreichs wie auch Kärntens baten die Entente wiederholt um eine Besetzung des Gebiets und die Abhaltung eines Plebiszits zur friedlichen Klärung der Gebietsforderungen.

### Kärntner Abwehrkampf
Nachdem weder in Wien noch in Paris Schritte gegen die Besetzung Südkärntens unternommen wurden, beschloss die Kärntner Landesversammlung am 5. Dezember 1918 den eigenständigen bewaffneten Widerstand gegen das, seit dem 1. Dezember durch Zusammenschluss mit dem Königreich Serbien entstandene „SHS-Königreich“. Der möglichen Gefahr, gegen das Waffenstillstandsabkommen zu verstoßen war auch sie sich bewusst und beschloss daher „dem Eindringen jugoslawischer Truppen mit allen Kräften entgegenzutreten, aber Entente-Truppen, die sich als solche ordnungsgemäß ausweisen, [keinen] Widerstand entgegenzusetzen.“
Zu Beginn des sogenannten Kärntner Abwehrkampf wurde zunächst am 14. Dezember 1918 das Eindringen von SHS-Truppen in Klagenfurt verhindert. Alsdann begann die Rückeroberung, zunächst im Gailtal mit Arnoldstein am 6. Jänner 1919, einem Vormarsch gegen das Rosental und schließlich Ferlach. Die Kämpfe in Kärnten hatten den Charakter eines Regionalkriegs, insgesamt waren mehr als 20.000 Soldaten beteiligt.
Es ist bezeichnend, dass die Kärntner Landesregierung noch am 15. Dezember 1918 eine streng vertrauliche Denkschrift an die österreichische Regierung in Wien sandte, in der sie ihre Überlegungen zu möglichen Gebietsabtretungen darlegte. In der Schrift nannte sie sowohl Städte und Ortschaften, deren Abtretung nicht hinnehmbar sei, aber eben auch solche, die aus ihrer Sicht tragbar erschienen. Aufgrund der Erfolge im Kärntner Abwehrkampf zum Jahreswechsel 1918/1919 wurde die Denkschrift jedoch nicht weiter verbreitet.
Am 14. Jänner 1919 wurde ein Waffenstillstand vereinbart und ab 16. Jänner kam es in Graz zu förmlichen Waffenstillstandsverhandlungen zwischen dem österreichischen Außenministerium und der Regierung in Ljubljana. Als diese zu scheitern drohten, machte der vor Ort anwesende Leutenant Colonel Sherman Miles, der von der US-amerikanischen Delegation bei der Pariser Friedenskonferenz als Beobachter nach Graz entsandt worden war, einen Schlichtungsvorschlag. Die Grenze würde zunächst nur provisorisch festgelegt. In den kommenden Wochen würden er und seine Mitarbeiter, unterstützt von beiden Konfliktparteien, auf Basis der geographischen und Bevölkerungsverhältnisse vor Ort einen Vorschlag vorlegen. Beide Seiten stimmten dieser sogenannten „Miles-Mission“ zu und unterzeichneten am 22. Jänner 1919 ein entsprechendes Abkommen.

## Der Weg zur Volksabstimmung

### Die Miles-Mission
Bereits am 28. Jänner traf Miles in Kärnten ein und unternahm eine zehntägige Untersuchung der Verhältnisse. In dieser Zeit besuchten sie eine große Zahl an Gemeinden und befragten die Einwohner: Von wem wollten sie regiert werden? Verkauften sie ihre Waren in Richtung Wien, Marburg/Maribor oder Triest? Welcher Nationalität rechnete sich die Mehrzahl der Menschen im Ort zu? Woher stammten die Großväter und welche Sprache hatten sie gesprochen? Die Miles-Mission wurde sehr ernst genommen und beide Seiten bemühten sich nachdrücklich, ihre Ansprüche glaubhaft zu machen.
Entgegen ihrer ursprünglichen Einschätzung, kam die Miles-Mission in ihrem auf den 12. Februar 1919 datierten Bericht zu dem Schluss, dass Kärnten nördlich der Karawanken bei Österreich verbleiben sollte. Die große Mehrheit der Befragten habe sich für Österreich ausgesprochen. Weiterhin sei das Klagenfurter Becken wirtschaftlich eng miteinander verflochten, was gegen jede Aufspaltung spreche. Die einzige Ausnahme hiervon stelle die südlich der Karawanken liegende Gemeinde Seeland dar.

### Kärnten bei der Pariser Friedenskonferenz

#### Der erste Teilungsvorschlag
Die Grenzfrage zwischen Deutschösterreich und dem SHS-Königreich kam bei der Pariser Friedenskonferenz erstmals am 18. Februar 1919 zur Sprache. Für das SHS-Königreich trug unter anderem Milenko Vesnić die Forderung nach einer Angliederung größerer Teile Kärntens vor. Die SHS-Delegation argumentierte dabei vor allem mit der in den Kirchen gesprochenen Sprache, aber auch mit einer systematischen Diskriminierung der slowenischen Kultur und Sprache in der Habsburgermonarchie, die seit der Mitte des 19. Jahrhunderts zu einer Germanisierung der eigentlich slowenischen Bevölkerung geführt habe. Dieses Unrecht dürfe durch den Verbleib des geforderten Gebiets bei Österreich nicht verlängert werden. Der Rat der Zehn überwies die Klärung der Gebietsstreitigkeiten zwischen dem SHS-Königreich und Österreich in eine bereits zur Untersuchung der Gebietsfragen Rumäniens gebildeten Kommission, die fortan als Commission on Romanian und Yugoslav Affairs ‚Kommission für Rumänische und Jugoslawische Angelegenheiten‘ tagte.
Dort beschäftigte sich eine eigene internationale Expertengruppe mit den einzelnen Gebietsfragen. Sie empfahl in ihrem Bericht an die „Kommission für Rumänische und Jugoslawische Angelegenheiten“ vom 13. März 1919, nur die südlich der Karawanken gelegenen Teile Kärntens an das SHS-Königreich abzutreten. In Teilen des Klagenfurter Beckens gebe es jedoch unbestreitbar eine slowenischsprachige Bevölkerung, deren genaue Wünsche nicht zuletzt zur Verhütung künftiger irredentistischer Forderungen durch eine eingehendere Untersuchung oder Konsultation ergründet werden müsse.
Die „Kommission für Rumänische und Jugoslawische Angelegenheiten“ schloss sich dieser Einschätzung weitgehend an und formulierte in ihrem Bericht an den Rat der Vier vom 6. April 1919 eine Reihe von Schlussfolgerungen. Die Karawanken stellten eine geographische Barriere dar und sollten im Grundsatz die künftige Grenze zwischen Österreich und dem SHS-Königreich bilden. Bezüglich des nördlich davon gelegenem Klagenfurter Beckens sei aufgrund der gemischten deutsch-slowenischen Einwohnerschaft nicht klar, an welchen Staat sich die dortige Bevölkerung anzuschließen wünsche. In jedem Fall stelle das Gebiet eine wirtschaftliche Einheit dar, die nicht zerrissen werden sollte. Die Kommission formulierte einen Entwurf für einen entsprechenden Artikel im Vertrag von Saint-Germain, der die direkte Gebietsabtretung von Unterdrauburg, des Mießtals sowie Seelands beinhaltete, sowie die Einberufung einer fünfköpfigen Interalliierten Kommission, die die Wünsche der Einwohner des Klagenfurter Beckens erkunden solle.
Am 29. April führte Majster seine irregulären slowenischen Truppen erneut in das Klagenfurter Becken und besetzte in den folgenden Wochen etwa zwei Drittel des Gebiets. Die Kärntner Landesregierung sandte wiederum Hilfeersuchen sowohl nach Wien als auch an die Pariser Friedenskonferenz, die nicht erhört wurden. Ab dem 5. Mai begannen die Kärntner Freischärler einen Gegenangriff, gaben diesen jedoch am 9. Mai auf Anweisung der Landesregierung in Klagenfurt auf, um die Verhandlungen in Paris nicht zu belasten. Am 12. Mai 1919 nahm der Rat der Vier den Artikelentwurf der „Kommission für Rumänische und Jugoslawische Angelegenheiten“ ohne Veränderungen an.

#### Die Verhandlungen um Kärnten gehen weiter
Als die SHS-Delegation von dem Artikelentwurf erfuhr, setzte sie sich nachdrücklich für eine Revision ein. Man sei bereit, auf den westlichen und nördlichen Teil des Klagenfurter Beckens, inklusive Villach und Klagenfurt, zu verzichten, wenn statt einer weiteren Befragung der Bevölkerung das Gebiet unmittelbar aufgeteilt werden. Die Grenze solle dann entlang der Gurk, nach Westen durch den Wörthersee und die Drau bis vor Maria Gail verlaufen, wo sie nach Süden abbiegen würde. Die französischen, britischen und italienischen Mitglieder der „Kommission für Rumänische und Jugoslawische Angelegenheiten“ zeigten sich hiervon derart beeindruckt, dass sie am 20. Mai 1919 eine entsprechende Notiz mit Bitte um Änderung des Artikelentwurfs an den Rat der Vier überreichten. Allein die US-amerikanische Delegation blieb bei ihrer ursprünglichen Einschätzung.
Im Rat der Vier wurde die Angelegenheit nun erneut diskutiert, wobei der britische Premierminister David Lloyd George und der französische Ministerpräsident Georges Clemenceau sich für eine direkte Aufteilung des Klagenfurter Beckens starkmachten, während US-Präsident Woodrow Wilson an den Karawanken als Grenze festhielt. In dieser Situation gingen die slowenischen Truppen, zwischenzeitlich deutlich verstärkt durch reguläre Kontingente der serbischen Armee, ein drittes Mal zum Angriff über. Vor diesem Hintergrund und da sich in der Sache keine Einigung abzeichnete, kam der Rat der Vier schließlich am 29. Mai 1919 überein, dass im südlichen Teil Kärntens, inklusive Klagenfurts, ein Plebiszit abgehalten werden solle, um den Wunsch der Bevölkerung in Erfahrung zu bringen.
Bereits am 30. Mai 1919 wurde der Kompromiss öffentlich bekannt und löste im SHS-Königreich einen Sturm der Entrüstung aus. Die SHS-Delegation drohte, dass sie ihre Zustimmung zum US-amerikanischen Vorschlag zur Vereinbarung des SHS-Königreich mit Italien über Fiume zurückziehen werde, wenn in Kärnten ein Plebiszit abgehalten werde. Am 31. Mai 1919 forderte der Rat der Vier die Regierungen in Belgrad und Klagenfurt zum sofortigen Niederlegen der Waffen auf, was jedoch zunächst nur von der österreichischen Seite befolgt wurde.
Am 4. Juni erneuerte die SHS-Regierung ihre Forderung nach sofortiger Abtretung des von ihr genannten Gebietes. Es folgten weitere Diskussionen im Rat der Vier, in dem sich vor allem Woodrow Wilson nachdrücklich für ein Plebiszit aussprach, das vor allem von Italien abgelehnt wurde. In den folgenden Wochen wurden verschiedene Vorschläge zwischen dem Rat der Vier, der Expertenkommission für Gebietsfragen Rumäniens und Jugoslawiens sowie der SHS-Delegation erörtert. Zu den zentralen Streitfragen gehörte dabei: Sollte es überhaupt ein Plebiszit geben oder stattdessen eine direkte Aufteilung des Gebiets, allenfalls mit der Möglichkeit des formalen Protests der Bevölkerung? Sollte das umstrittene Gebiet übergangsweise vom Völkerbund verwaltet werden, oder von Österreich und dem SHS-Königreich in dem jeweils von ihnen kontrollierten Teil? Sollte auch, wie von Italien gefordert, das nördliche Ende des Karawankentunnels ohne Abstimmung an das SHS-Königreich fallen? Sollte das Mießtal, wie wiederum vom SHS-Königreich gefordert, im Fall einer Abstimmung mit einbezogen werden?
Während diese Fragen erörtert wurden, setzten die SHS-Truppen ihren Vormarsch fort und besetzten am 6. Juni 1919 Klagenfurt. Hierdurch fielen ihnen größere Waffenbestände der Streitkräfte von Österreich-Ungarn in die Hände, die laut Waffenstillstandsabkommen nun den Alliierten gehörten. In dieser Situation machte der Leiter der italienischen Delegation in Paris, Sidney Sonnino, deutlich, dass Italien keine weitere Eskalation in Kärnten dulden werde. Im Rahmen des Waffenstillstandsvertrags von Piso hatte Italien das Recht, die Verkehrswege nach Wien zu sichern. Hiervon machte es am 13. Juni 1919 Gebrauch und besetzte die Eisenbahnstrecke von Villach über Klagenfurt bis St. Veit militärisch. Nicht zuletzt aus Sorge, dass Italien die Kämpfe in Kärnten als Vorwand nutzen könnte, um seinerseits weitere österreichische Gebiete zu annektieren, setzten Frankreich und das Großbritannien am 18. Juni 1919 im Rat der Vier einen finalen Beschluss zu Kärnten durch. Die SHS-Truppen zogen sich daraufhin aus Teilen des Klagenfurter Beckens zurück und räumten Klagenfurt schließlich am 31. Juli 1919.

### Die endgültige Regelung für Kärnten

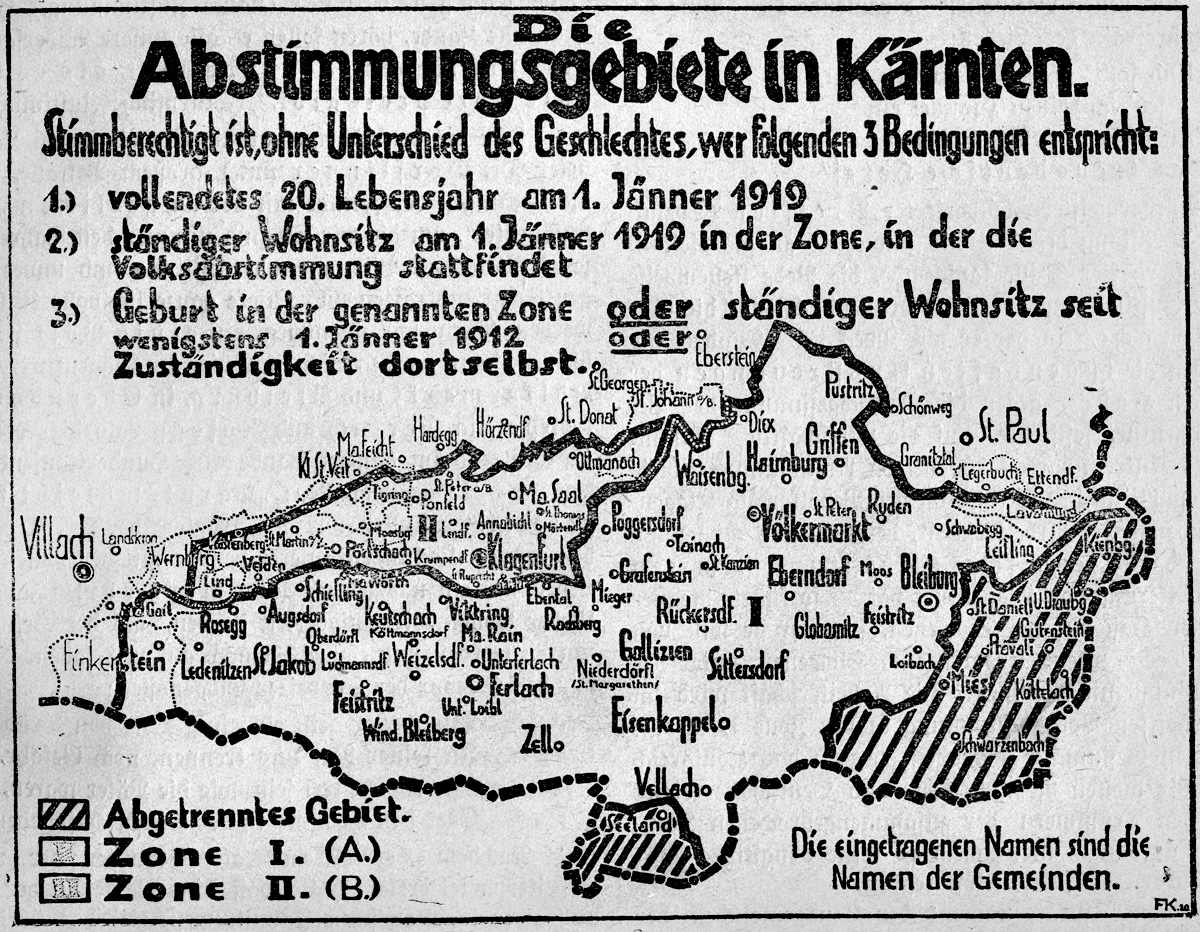
Die Aufteilung Kärntens gemäß dem Vertrag von Saint Germain

Der endgültige Vorschlag im Entwurf des Vertrags von Saint-Germain für Kärnten sah einerseits südlich der Karawanken direkte Gebietsabtretungen vor. So wurden Unterdrauburg, das Mießtal sowie die Gemeinde Seeland unmittelbar von Österreich an das SHS-Königreich abgetreten, das Kanaltal ging an Italien. Für das Klagenfurter Becken, nördlich es Gebirgszugs, sah der Vertrag vor, dass das umstrittene Gebiet in zwei Zonen zu teilen sei. Die größere Zone I (zuvor „Zone A“), mit etwa 1700 km² und 71.800 Einwohnern entsprach dabei dem vom SHS-Königreich beanspruchtem Kerngebiet mit hohem slowenischem Bevölkerungsanteil. Die kleinere und nördlich davon gelegene Zone II (zuvor „Zone B“) mit Klagenfurt, die etwa 365 km² und 53.500 Einwohner hatte, entsprach dem zusätzlich vom SHS-Königreich als historisch slowenisch beanspruchtem, nun ganz überwiegend deutschsprachigem, Gebiet. Der nördliche Ausgang des Karawankentunnels würde zu Zone I gehören, das Mießtal hingehen nicht. Zone I würde durch das SHS-Königreich, Zone II durch Österreich verwaltet. Beide Seiten unterstanden einer sechsköpfigen Abstimmungskommission (Plebiscite Commission), in die Frankreich, Großbritannien, Italien und die USA jeweils einen Vertreter entsandten. Österreich und das SHS-Königreich würden ebenfalls einen Vertreter entsenden, wobei diese nur zu den sie jeweils betreffenden Zonen teilnahmeberechtigt sein würden. Die Kommission würde mit einfacher Mehrheit entscheiden. Beide Seiten hatten ihre (para-)militärischen Verbände der Kontrolle durch die Kommission zu unterstellen und diese so schnell als möglich durch eine reine Polizeitruppe zu ersetzen. Die Abstimmung in Zone I würde drei Monate nach dem Inkrafttreten des Friedensabkommens abgehalten. Sollte die Abstimmung in Zone I eine Mehrheit für das SHS-Königreich ergeben, wäre drei Wochen später eine weitere Abstimmung in Zone II abzuhalten, andernfalls werde auf die zweite Abstimmung verzichtet. Die SHS- und die österreichische Verwaltung habe in ihren Zonen die Rede- und Meinungsfreiheit sicherzustellen, niemand dürfe aufgrund seiner Auffassung zur Gebietsaufteilung Belästigung oder Benachteiligung erfahren.
Die österreichischen Regierung gab am 6. August 1919 eine offizielle Stellungnahme zum Vertragsentwurf ab. Bezüglich Kärnten begrüßte sie darin grundsätzlich die getroffenen Regelungen. Sie erbat jedoch, dass die Ergebnisse der Abstimmungen nicht für die gesamte Zone gelten sollten, sondern stattdessen gemeindeweise zu betrachten seien. Weiterhin seien die Abstimmungen zeitgleich durchzuführen, um eine Beeinflussung zu vermeiden. Zuletzt erbat sie eine Veränderung der Zonenaufteilung. So solle die Drau die Zonengrenze bilden und zugleich sei darauf zu achten, dass eine mögliche Aufspaltung des Klagenfurter Beckens die tatsächlichen wirtschaftlichen Verflechtungen berücksichtige. So lag die Stadt Klagenfurt in Zone II, die zentralen Anlagen für ihre Trinkwasser- und Stromversorgung jedoch in Zone I.
Der Rat der Vier beantwortete die Stellungnahme am 2. September, nahm jedoch keine wesentlichen Änderungen am Vertragsentwurf mehr vor. Einzig bezüglich der Versorgung Klagenfurts wurde ein zusätzlicher Artikel aufgenommen, der die Versorgung der Stadt sicherstellen sollte, auch wenn Zone I an Jugoslawien falle.
Der Vertrag von Saint-Germain wurde am 10. September 1919 unterzeichnet und trat nach der Ratifizierung durch alle Signatarstaaten am 16. Juli 1920 in Kraft. Die unmittelbaren Gebietsabtretungen von Kärnten an das SHS-Königreich wurden im II. Teil „Die Grenzen Österreichs“, Artikel 27 festgehalten. Die Regelungen betreffend des strittigen Gebiets in Kärnten wurden im III. Teil „Gebietszugehörigkeit“, Abschnitt II „Serbisch-kroatisch-slowenischer Staat“ in den Artikeln 49 und 50 geregelt. Die von Österreich vorgetragene Besorgnis bezüglich der Wasser- und Stromversorgung für Klagenfurt, führte zur Aufnahme des Artikels 310 im Kapitel 3 „Wasserrechtliche Fragen“, des Abschnitt II „Schiffahrt“ des XII. Teils „Häfen, Wasserwege und Eisenbahnen“.

## Der Abstimmungskampf (Januar 1919 – Oktober 1920)

### Die Zonen in Kärnten
Für die Zeit bis zum Plebiszit wurde Kärnten in zwei Zonen aufgeteilt. Im Vertrag von Saint-Germain wird von der „ersten“ und der „zweiten Zone“ („Zone I“ und „Zone II“) gesprochen. Die Regelung ging auf einen Anfang Juni von Woodrow Wilson erstmals formulierten Vorschlag zurück. Zu diesem hatte die US-Delegation eine Karte mit der Zonenaufteilung vorgelegt, auf der die beiden Gebiete noch als „Zone A“ und „Zone B“ bezeichnet wurden. Der Zuschnitt der Zonen blieb letztlich identisch, sodass die „Zone I“ der „Zone A“ entspricht und die „Zone II“ der „Zone B“. In zeitgenössischen Texten wurden beide Bezeichnungen synonym genutzt.
Die italienische Besetzung der Bahnlinie Villach–St. Veit ab dem 13. Juni 1919 hatte zunächst dazu geführt, dass sich die SHS-Truppen schrittweise in die „Zone I“ zurückzogen, nur Klagenfurt blieb noch bis zum 31. Juli 1919 von ihnen besetzt. Im August, noch vor der Unterzeichnung des Friedensvertrags von Saint-Germain, traf zunächst eine Interalliierte Beobachtermission im späteren Abstimmungsgebiet ein. Diese verfügte jedoch weder über eigene Truppen noch irgendeine Weisungsbefugnis gegenüber den österreichischen oder den SHS-Behörden. Sowohl vor als auch nach der Vertragsunterzeichung am 10. September 1919 signalisierte die Kärntner Landesregierung, dass sie kein Interesse an der militärischen Besetzung der ihr zur Verwaltung zugewiesen „Zone II“ habe und bot sogar die Übergabe der Verwaltung an. Ein Vorschlag, der jedoch von der interalliierten Mission nicht aufgegriffen wurde.
Die Verwaltung der „Zone II“ durch die österreichischen Behörden bedeutete dort im Wesentlichen die ungebrochene Fortführung der bestehenden Verhältnisse. Anders sah es hingegen in der vom SHS-Königreich verwalteten „Zone I“ aus. Diese wurde maßgeblich vom Narodni Svet (deutsch: Nationalrat) geleitet, dem Rudolf Majster vorsaß. Die beiden Bezirkshauptleute von Völkermarkt und Ferlach hatten die SHS-Staatsbürgerschaft angenommen und blieben im Amt, waren jedoch gegenüber Majster weisungsgebunden. Von den 51 Bürgermeistern wurden hingegen 34 aus dem Amt entfernt und durch vom ‚Narodni Svet‘ ernannte Personen ersetzt. Weiterhin übernahm das SHS-Königreich nahezu vollständige Kontrolle über die Finanzen, das Post- sowie das Justizwesen in der „Zone I“. Sehr viele der österreichischen Angestellten der öffentlichen Unternehmen sowie alle Lehrer verloren ihre Posten. Die Gesetzgebung des SHS-Königreichs wurde auf die „Zone I“ ausgedehnt, wozu auch Gesetze gegen „feindliche Ausländer“ gehörten. Der Schulunterricht fand vollständig in slowenisch statt und die deutschsprachige Beschilderung wurde vielfach slowenisch übermalt. Die Demarkationslinie entlang der beiden Zonen wurde auf der SHS-Seite mit Stacheldraht und Wachposten militärisch gesichert.

### Der österreichische Abstimmungskampf

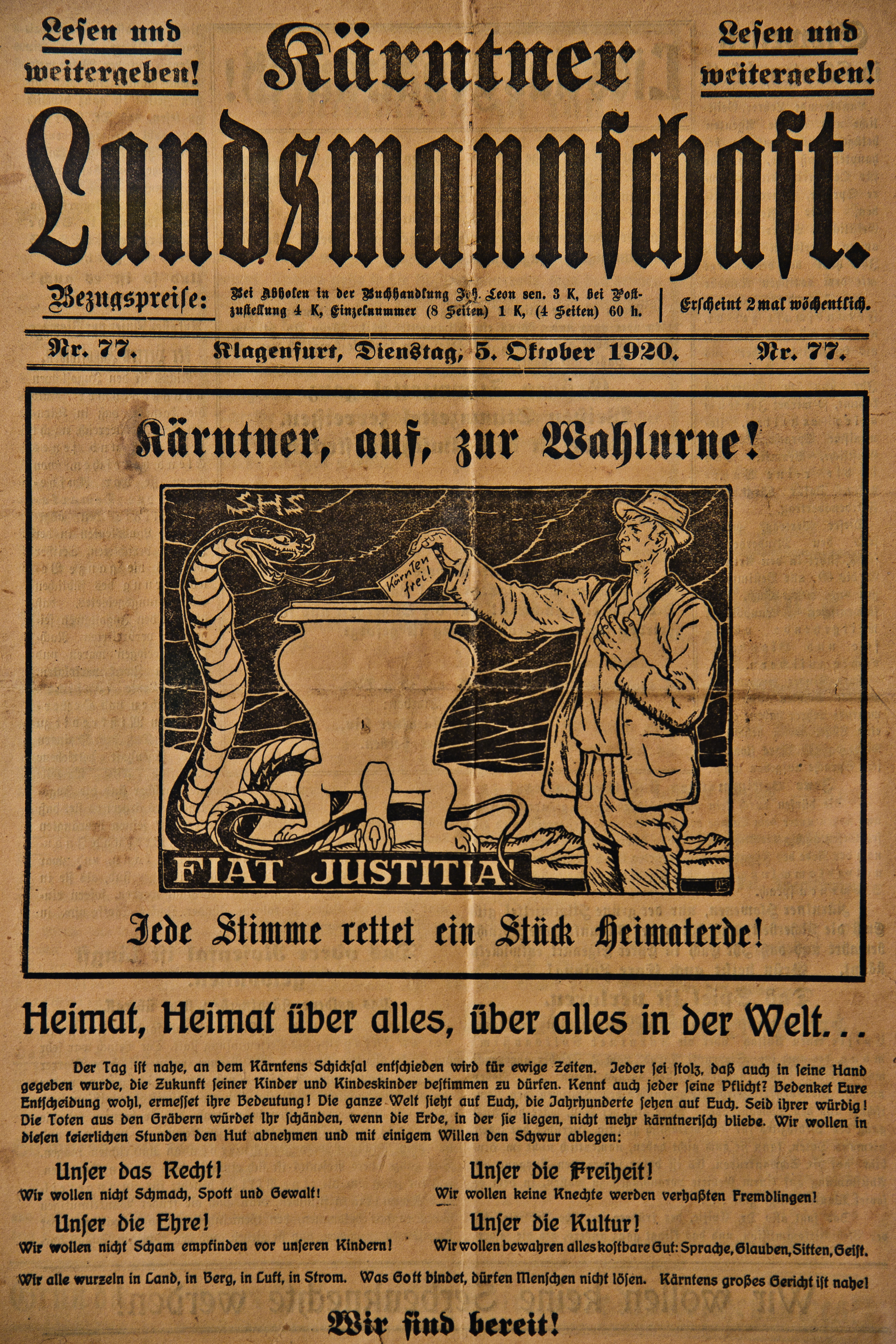
Ausgabe Nr. 77 der Kärntner Landsmannschaft

Die pro-österreichische Seite begann mit ihrer Propagandaarbeit bereits im Januar 1919, zunächst als Reaktion auf die Besetzung von Teilen des Klagenfurter Beckens durch die SHS-Monarchie. In dieser Zeit wurden die ersten Ausgaben der zweisprachigen Zeitung Kärntner Landsmannschaft (slowenisch: Koroški sodeležani) gedruckt, zunächst als unregelmäßig erscheinende einseitige Flugblätter, ab 24. September 1919 dann als Zeitung, zunächst wöchentlich und schließlich sogar täglich mit einer Auflage von 6600 Stück. Wenig später wurde die sogenannte „Landesagitationsleitung“ gegründet, in der alle Kärntner Parteien ihre Propagandaarbeit bündelten und koordinierten.
Nachdem die SHS-Truppen Klagenfurt besetzt hatten, verlegte die Kärntner Landesregierung ihren Sitz nach Spittal an der Drau. Im September 1919 verlegte die Landesagitationsleitung erneut ihren Sitz, diesmal nach St. Veit. Im März 1920 wurde sie in den sogenannten „Kärntner Heimatdienst“ umgewandelt, nun wieder mit Sitz in Klagenfurt. Zu dessen vierzehn-köpfigem Leitungskommittee neben Parteivertretern auch Mitglieder der Landesregierung und des Landesparlaments gehörten. Die Geschäftsführung übernahm Hans Steinacher, der selbst im Abwehrkampf aktiv teilgenommen hatte und 1933 die Leitung des Vereins für das Deutschtum im Ausland übernehmen sollte. Die Agitationsleitung beziehungsweise später der Kärntner Heimatdienst organisierten den Schmuggel von Propagandamaterialien in die „Zone I“ und bauten dort ein stetig dichter werdendes Netz von sogenannten „Vertrauensleuten“ auf. Die Kärntner Landesversammlung unterstützte die Propagandabemühungen, indem sie am 28. September 1920 einen Beschluss fasste, indem es hieß:

„Die Landesversammlung erklärt, dass sie den slowenischen Landsleuten ihre sprachliche und nationale Eigenart jetzt und alle Zeit wahren will und dass sie deren geistigem und wirtschaftlichem Aufblühen die selbe Fürsorge angedeihen lassen wird wie den den deutschen Bewohnern des Landes. Eine genaue Bearbeitung dieser Grundsätze wird nach durchgeführter Wiedervereinigung mit den Kärntner Slowenen vereinbart werden. Dieses feierliche Versprechen schützt alle Kärntner Slowenen. Daher stimmt am 10. Oktober für ein ungeteiltes und freies Kärnten.“

Die pro-österreichische Propaganda unterstrich vor allem die kulturelle und wirtschaftliche Einheit Kärntens. Nahezu alle Materialien wurden zweisprachig produziert und deutschnationale Töne weitgehend vermieden. Neben der Kärntner Landsmannschaft erschien im zweiwöchentlichen Rhythmus auch das rein slowenischsprachige Blatt Koroško Korošcem (deutsch: „Kärnten den Kärntnern“) in einer Auflage von etwa 2200 Stück. Stattdessen wurden die demokratischen Vorzüge der österreichischen Republik herausgestrichen, im Unterschied zur SHS-Monarchie. Ein weiteres wichtiges Argument war, dass im weitgehend demilitarisierten Österreich kein Wehrdienst zu leisten war, während dieser in der SHS-Monarchie zwei Jahre betrug. Die wirtschaftliche Situation der Republik Österreich war in den Jahren 1919/20 äußerst schwierig, die österreichische Krone unterlag einer hohen Inflation. Die österreichische Propaganda versuchte vor diesem Hintergrund die bessere Arbeitsschutzgesetze, die Anbindung an den deutschen Markt und das bessere Bildungssystem in den Vordergrund zu stellen.
Die Kontrollen der Demarkationslinie behinderten in der Praxis die österreichische Propaganda nicht im besonderen Maße. Über die Zeit wurden erheblichen Mengen an Materialien in die „Zone I“ geschmuggelt. So wurden einzelne Flugblätter in Auflagen von 600.000 Stück gedruckt, obgleich dort nur etwa 40.000 Stimmberechtigte lebten. Der Kärntner Heimatdienst versuchte zudem den Eindruck zu erwecken, es bestehe eine Teilnahmepflicht und das Fernbleiben der Abstimmung würde bestraft werden. Einen besonderen Höhepunkt der Österreichischen Propaganda stellte eine Großveranstaltung mit etwa 30.000 Teilnehmern am 12. September 1920 statt, die symbolträchtig am Herzogstuhl auf dem Zollfeld in „Zone II“ abgehalten wurde.
Der Kärntner Heimatdienst kümmerte sich für die pro-österreichische Seite auch um die internationale Suche nach Stimmberechtigten und ihrer Mobilisierung zur Teilnahme am Plebiszit. In Deutschland wurde er dabei aktiv vom national-völkisch eingestellten Schutzbund für das Grenz- und Auslandsdeutschtum unterstützt, der durch die Vorbereitung der Plebiszite in West- und Ostpreußen über praktische Erfahrung verfügte. Auf diese Weise wurden vorwiegend in Österreich, Deutschland, der Schweiz, Italien und der Tschechoslowakei zusammen etwa 2500 Stimmberechtigte gewonnen.

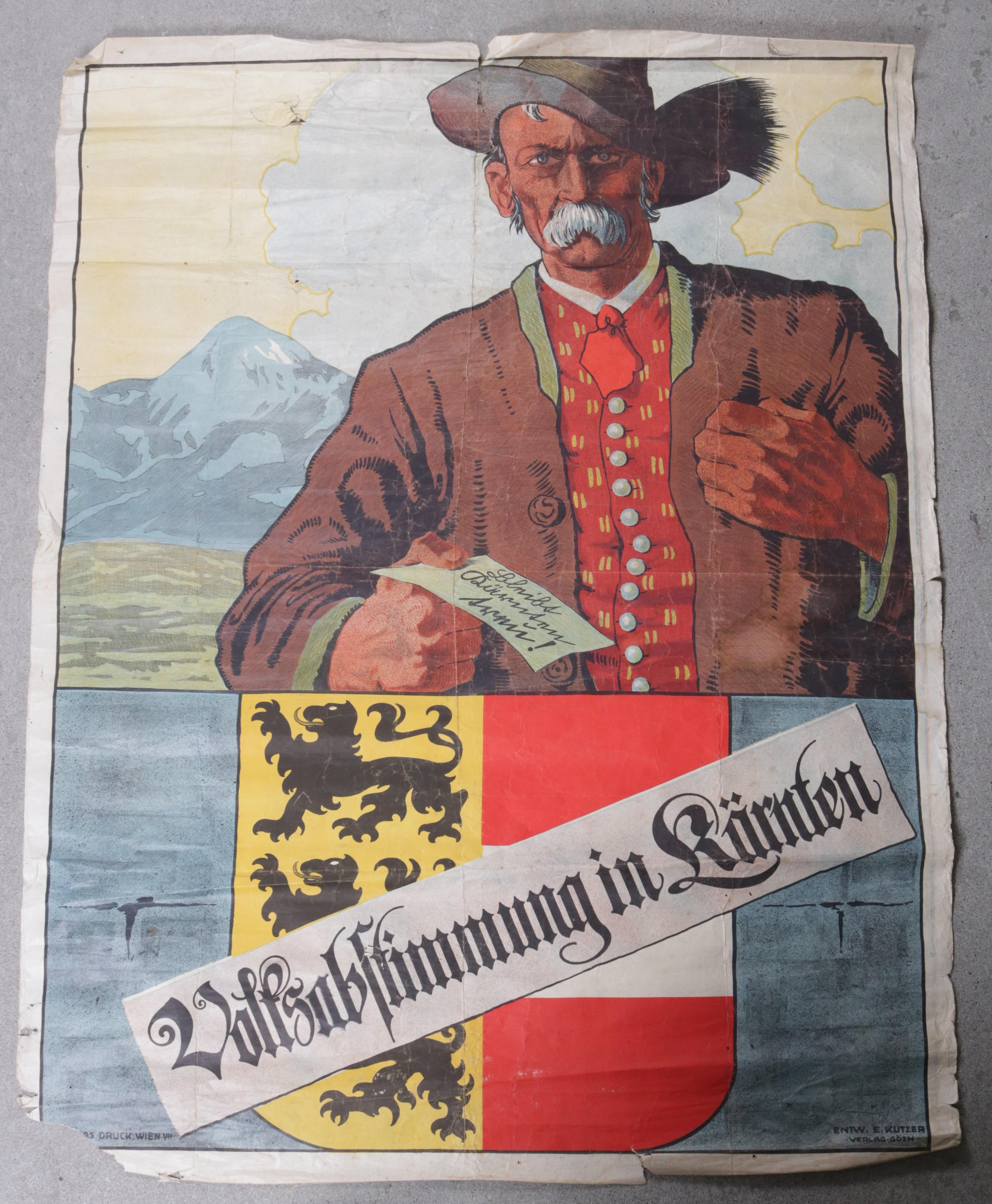
Kärntner in Tracht mit Handzettel „Bleibt Kärnten treu!“
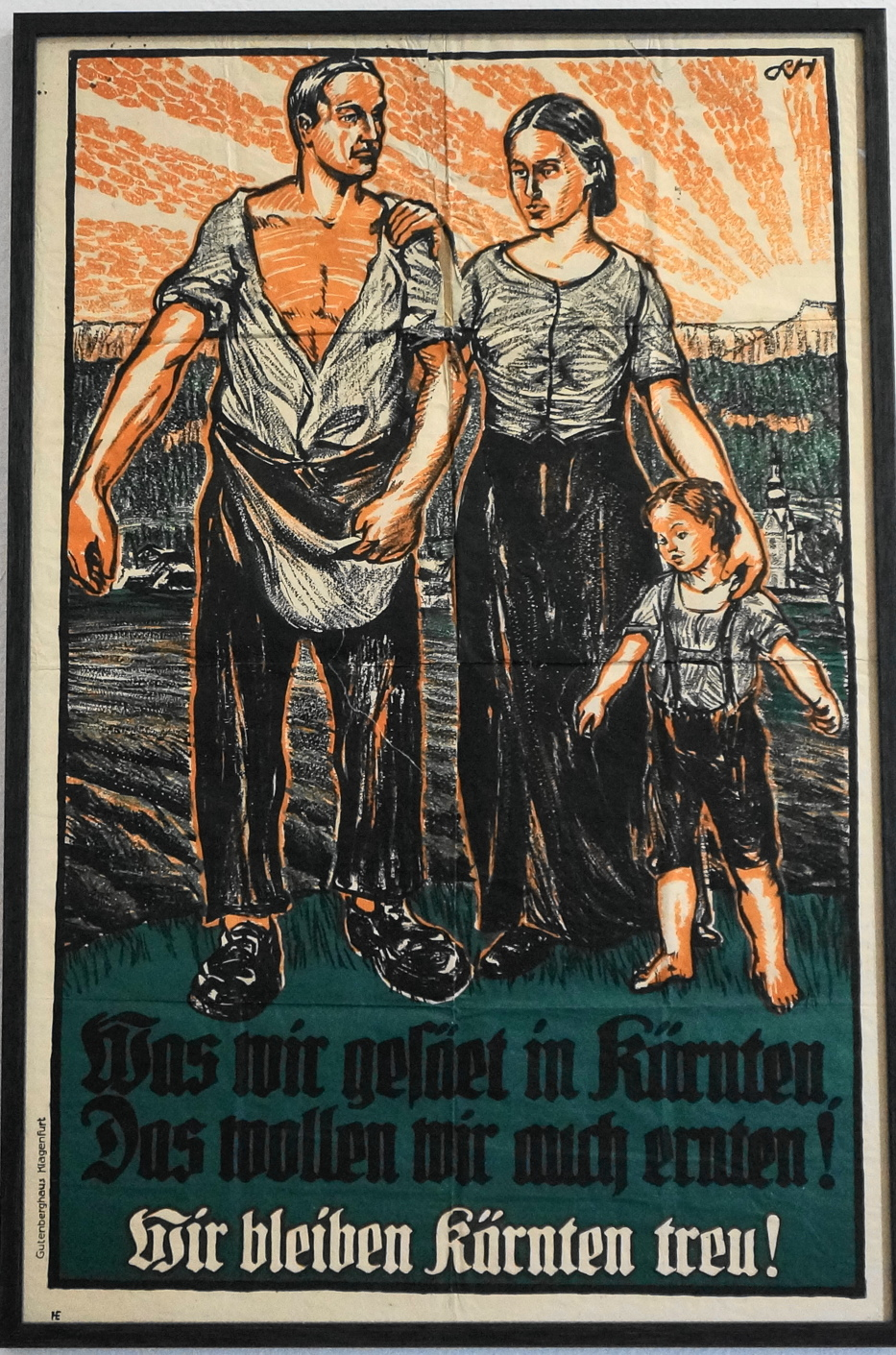
Plakat: „Wir bleiben Kärnten treu!“
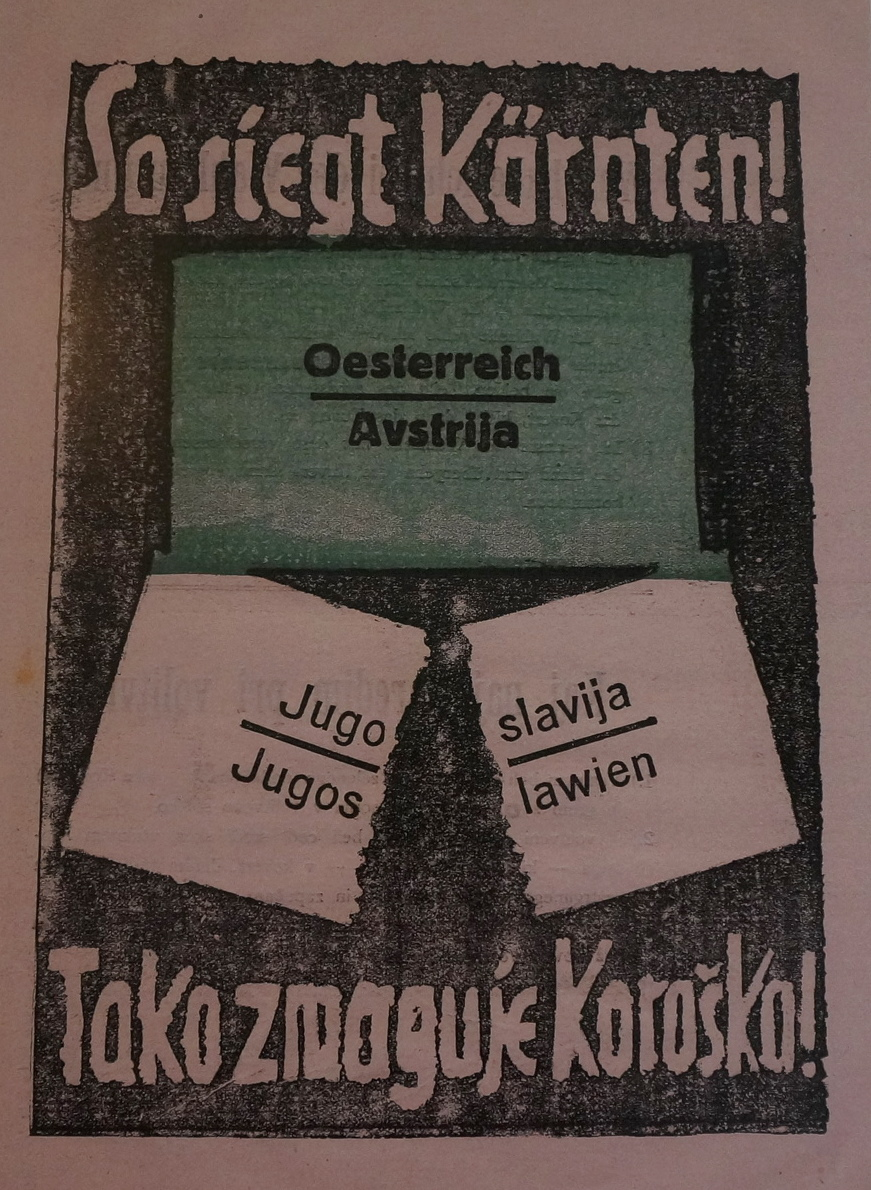
Plakat: „So siegt Kärnten!“
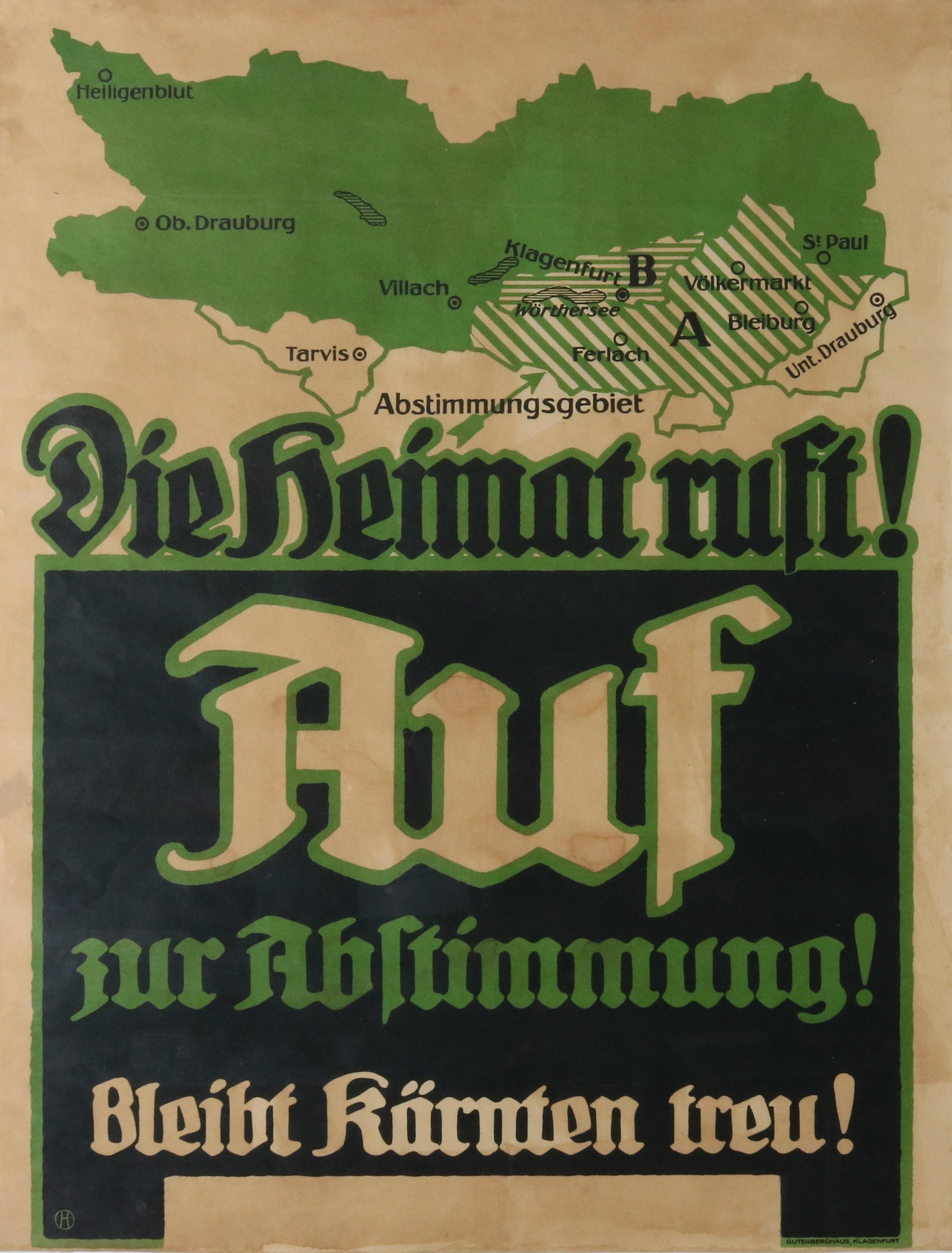
„Die Heimat ruft! Auf zur Abstimmung! Bleibt Kärnten treu!“
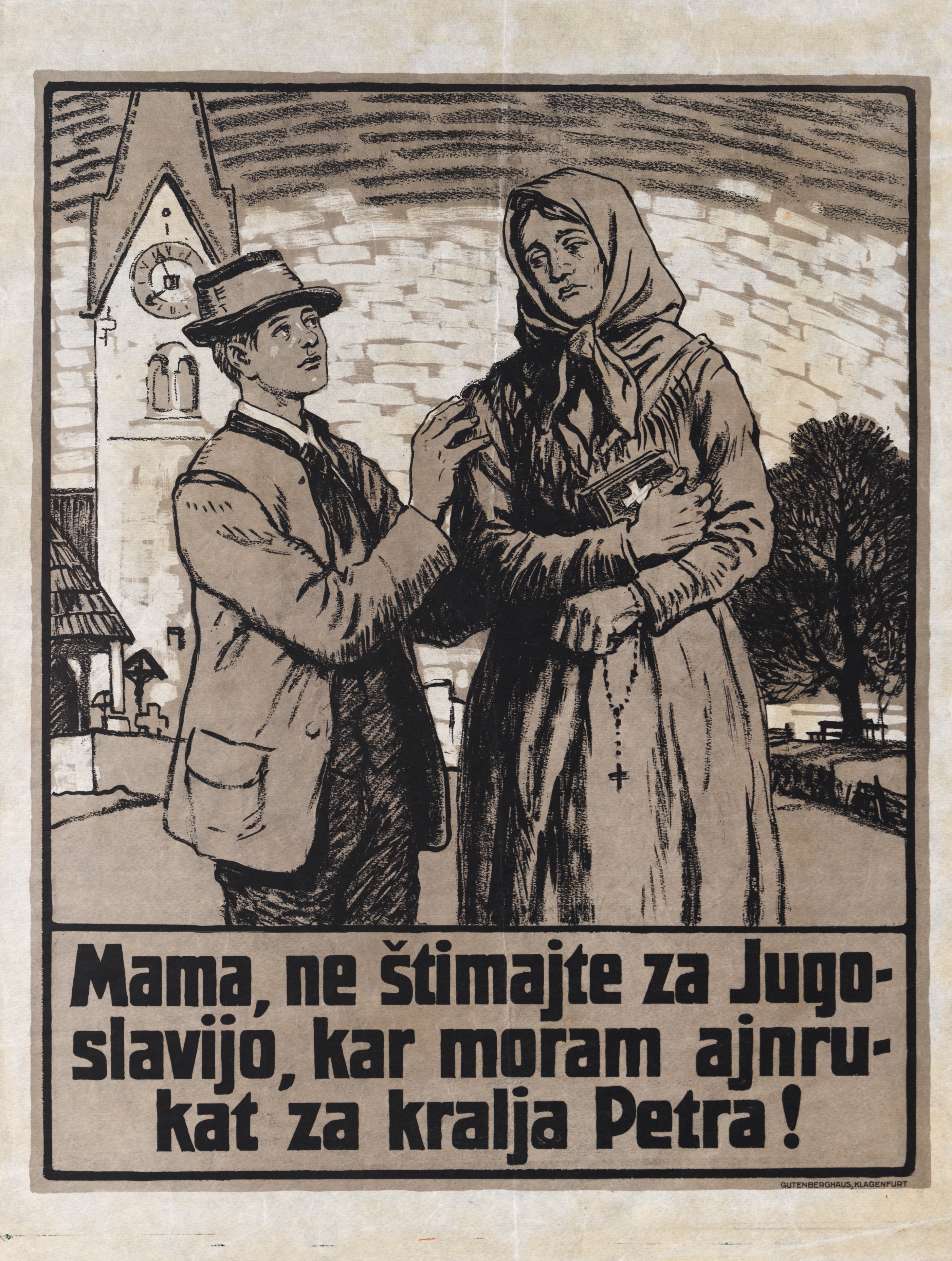
Deutschsprachiges Plakat, auf dem ein Kind die Mutter vor dem drohenden Wehrdienst im SHS-Königreich warnt …
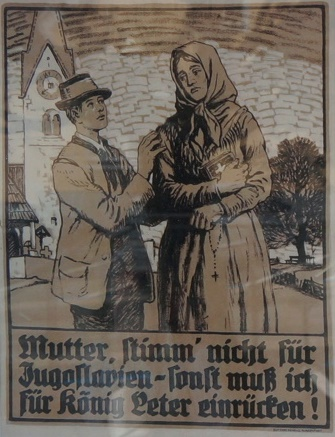
… identisches Plakat in Slowenisch
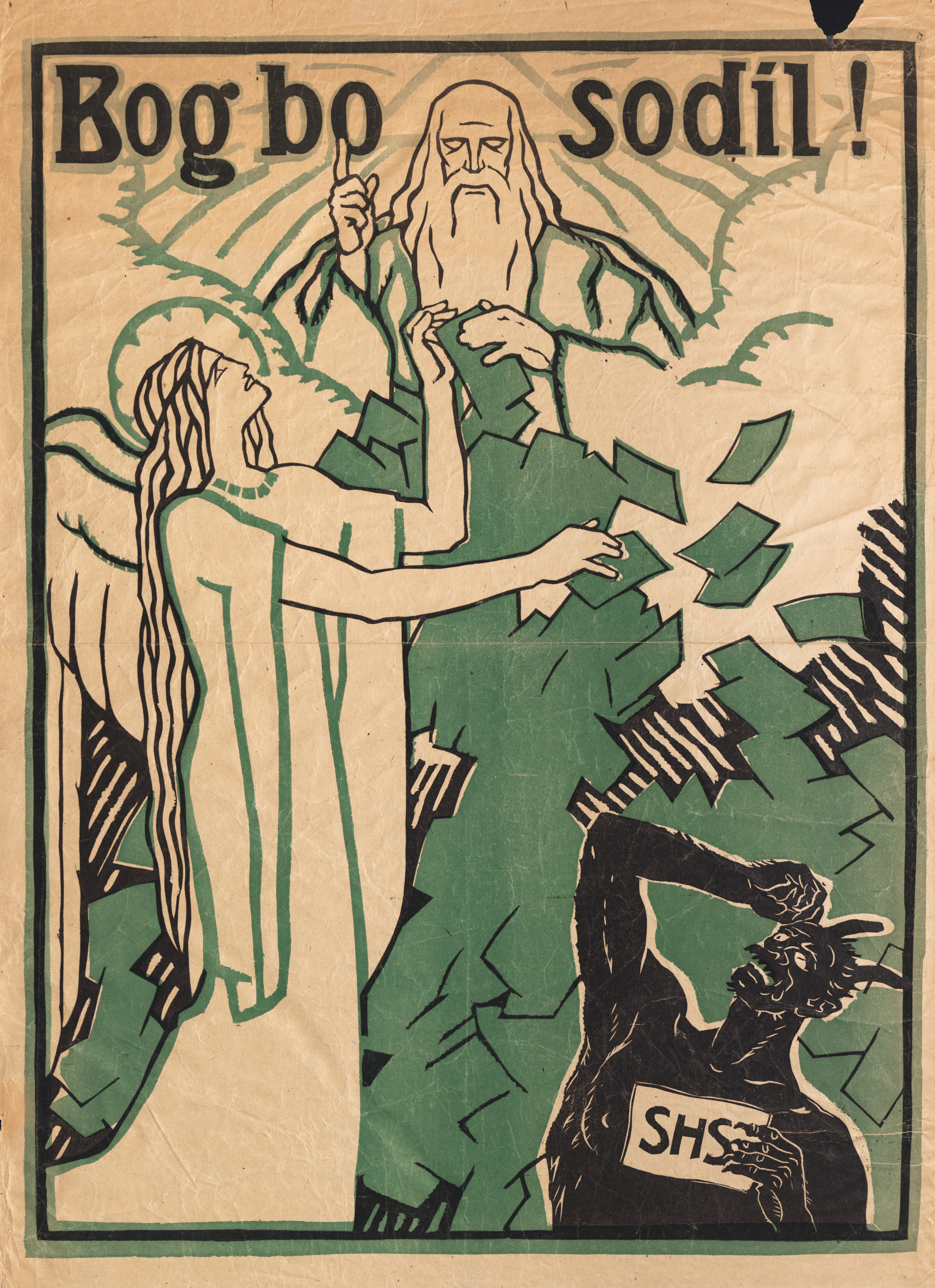
„Gott wird richten!“ und das SHS-Königreich als Teufel
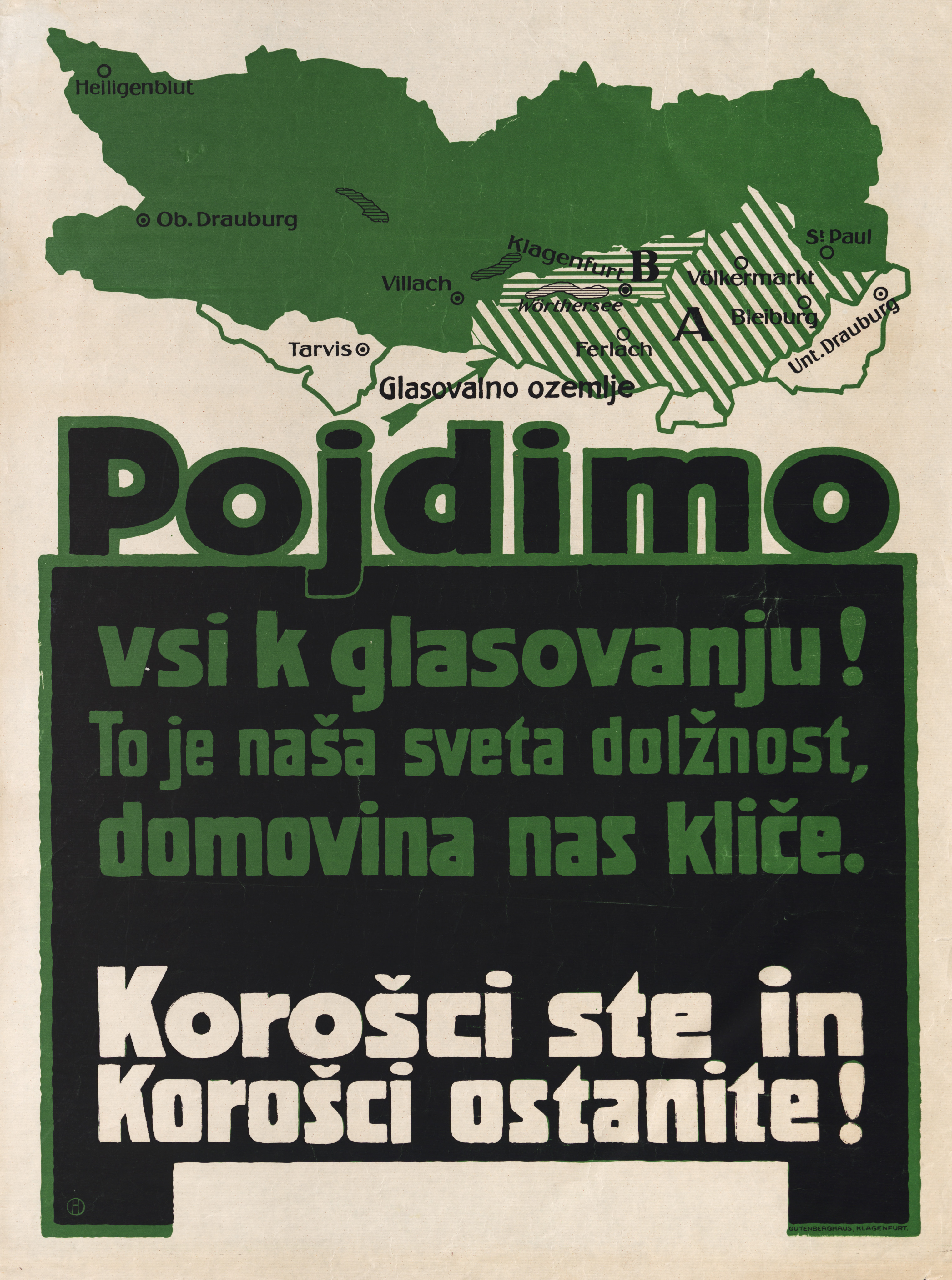
„[…] Ihr seid Kärntner, und solltet auch Kärntner bleiben!“
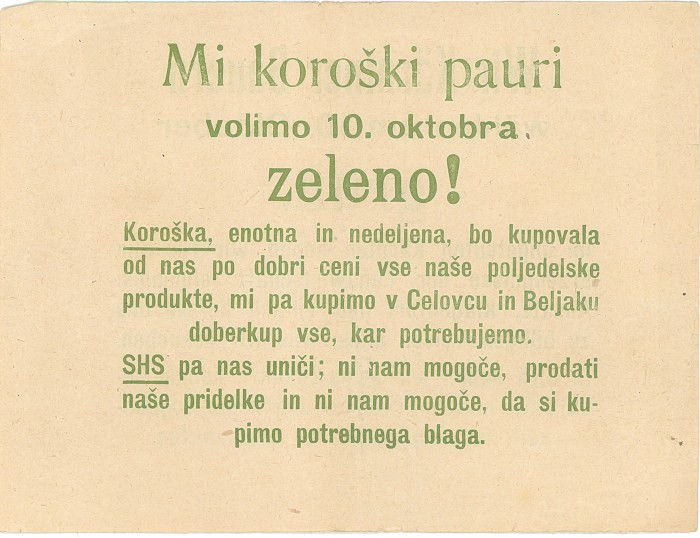
Plakat mit Warnung vor den wirtschaftlichen Nachteilen einer internationalen Grenze durch Kärnten
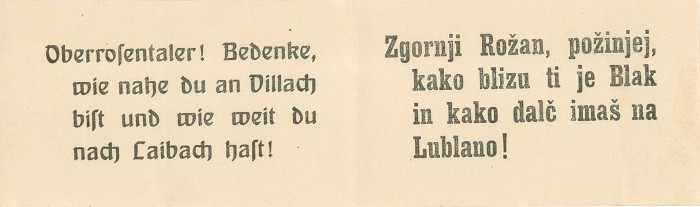
Zweisprachiges Plakat das an die wirtschaftlichen Interessen der Bewohner des Rosentals appelliert
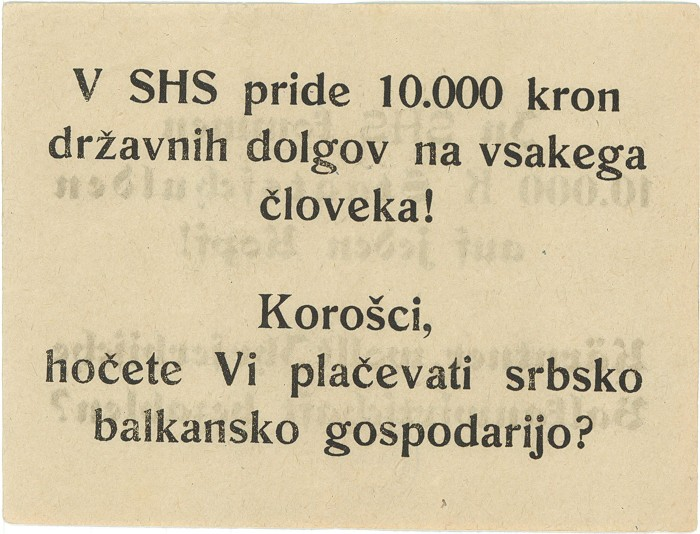
„In der SHS gibt es 10.000 Kronen Staatsschulden für jede Person! Kärntner, wollt ihr für die serbische Balkanwirtschaft bezahlen?“
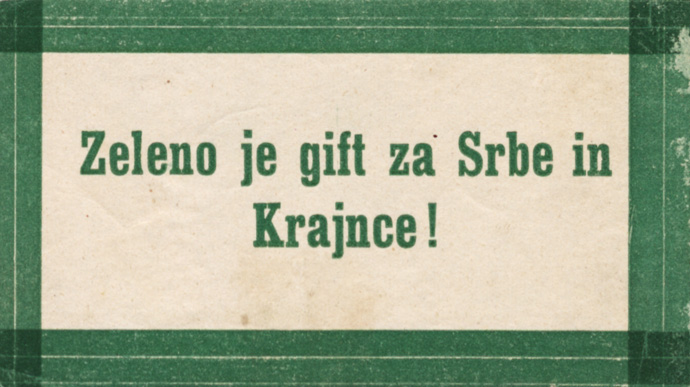
„Grün [gemeint ist der grüne Stimmzettel, Anm.] ist ein Geschenk für Serben und Krainer!“
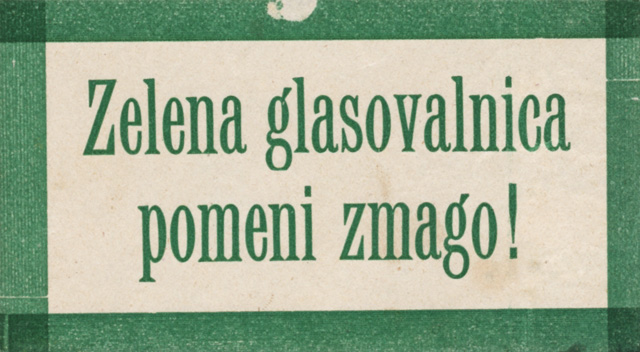
„Ein grüner Stimmzettel bedeutet Sieg!“
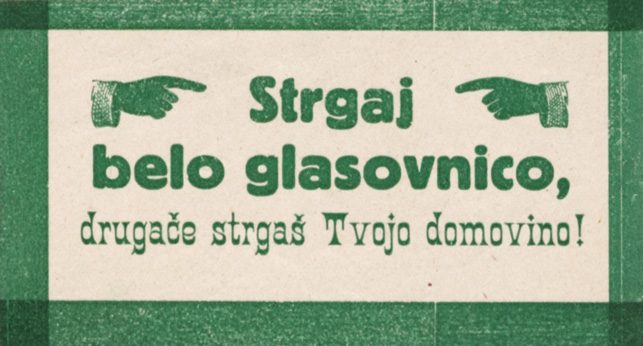
„Zerreiße den weißen Stimmzettel oder du zerreißt dein Land!“
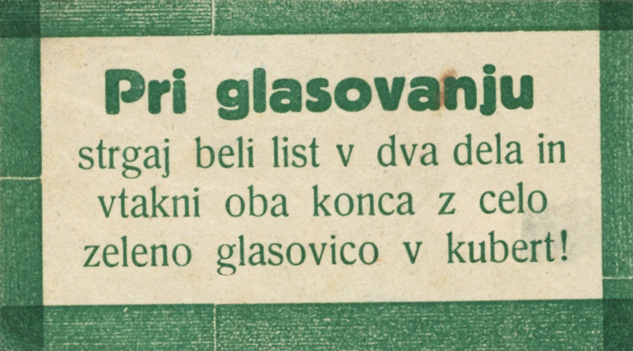
„Bei der Stimmabgabe reißt man das weiße Blatt in zwei Hälften und steckt beide zusammen mit dem grünen Stimmzettel in die Wahlurne!“
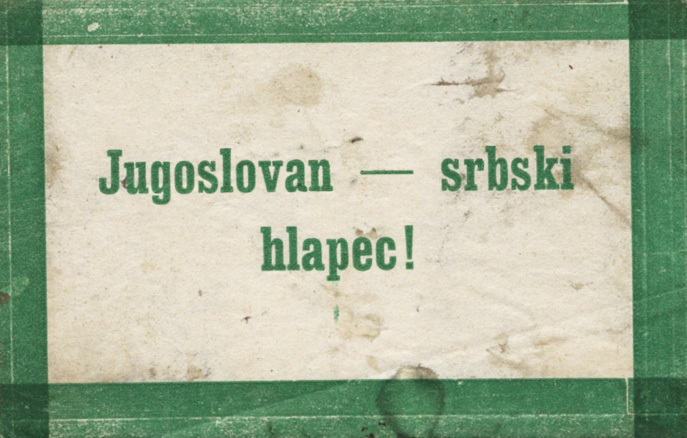
„Jugoslawe – ein serbischer Diener!“
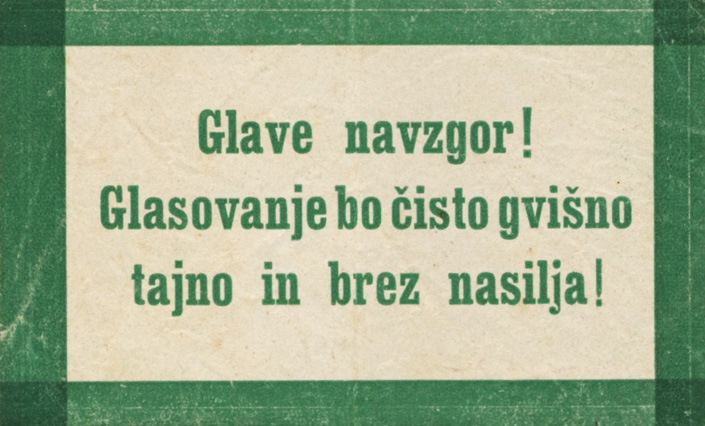
„Kopf hoch! Die Abstimmung wird geheim und ohne Gewalt verlaufen!“
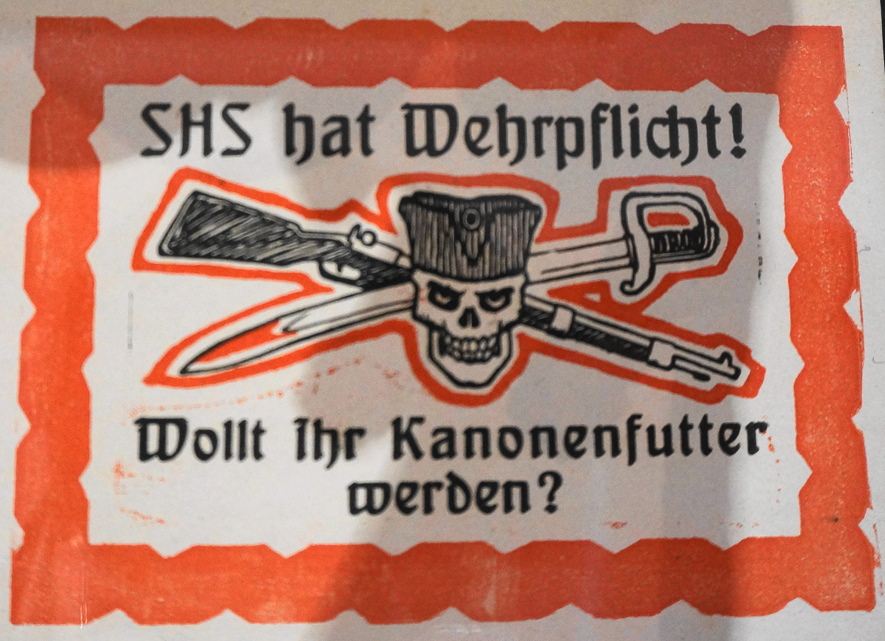
„SHS hat Wehrpflicht! Wollt ihr Kanonenfutter werden?“

### Der Abstimmungskampf des SHS-Königreichs

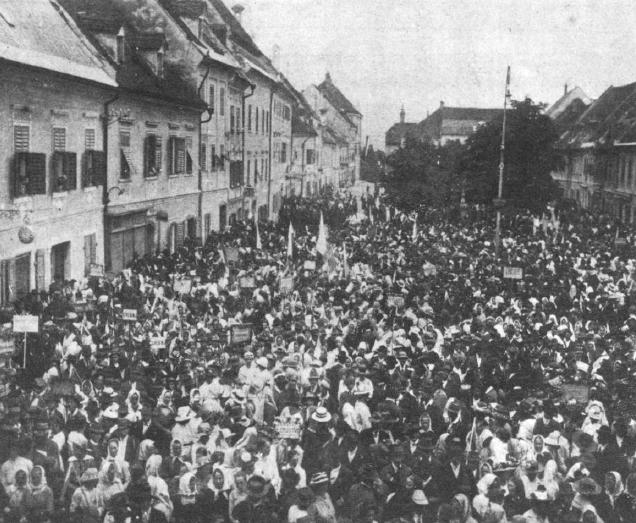
Versammlung des SHS-Königreichs zum Abstimmungskampf in Völkermarkt (1919 oder 1920)

Das SHS-Königreich hat von Beginn an ein Plebiszit abgelehnt und behielt diese Linie paradoxerweise auch im Abstimmungskampf bei. Tatsächlich begann sie überhaupt erst ab Juli 1919 mit der Abstimmungspropaganda. Sie beschränkte sich dabei jedoch ganz wesentlich auf öffentliche Veranstaltungen, in denen gemeinsame Treueschwüre geleistet wurden, sowie auf öffentliche Plakate und Aushänge. Als zentrale Argumente führte sie an, dass die Slowenen wirtschaftlich und kulturell von den Österreichern unterdrückt worden seien, das SHS-Königreich sie nun befreit habe und als ihr Beschützer auftreten werde. Entsprechend werde es das Plebiszit in „Zone I“ auch nicht anerkennen, sollte sich eine Mehrheit für Österreich aussprechen. Inhaltlich verwies die SHS-Propaganda auf die eigene Prosperität im Vergleich zur wirtschaftlichen Misere Österreichs. Den Bauern wurde eine umfassende Landreform versprochen.
Eine weitere Propagandamaßnahme war die Einfuhr von Hilfsgütern für die Bevölkerung der „Zone I“. So ließ das SHS-Königreich in den letzten Wochen vor der Abstimmung aus der Krain regelmäßig Lebensmittel, aber auch Kleidung per Eisenbahn antransportieren. Wobei die österreichische Seite kritisierte, dass bei der Verteilung der Güter ihre Anhänger bewusst übergangen wurden. Als die Republik Österreich vergleichbare Lieferungen durchführte, wurden die Waren an der Zonengrenze von den SHS-Grenzern beschlagnahmt. Letztlich untersagte die Interallliierte Kommission jedwede Einfuhr von Hilfsgütern, zumal das Abstimmungsgebiet gar nicht unter einer akuten Versorgungsnot litt.
In der SHS-Propaganda wurde mehr oder minder deutlich gemacht, dass man eine Niederlage in der Abstimmung nicht akzeptieren werde. In diesem Fall werde man putschen und alle pro-österreichischen Kärntner hätten mit Bestrafung zu rechnen. Es blieb nicht bei Drohungen, die SHS-Kampagne setzte von Beginn an auch auf Gewalt und Einschüchterung. So wurden die Grundstücke pro-österreichischer Stimmberechtigter unter staatliche Kontrolle gestellt, die Eigentümer wurden verhaftet oder aus der „Zone I“ ausgewiesen. Einige wenige Verhaftete wurden nach Ljubljana verbracht und dort eingesperrt. Pro-österreichische Aktivisten erlebten zudem weitere Repressionen sowohl durch die SHS-Verwaltung, Polizei und Militär, aber auch durch die von den Österreichern so genannten „Prügelbanden“. Letztere waren in Zivilkleidung auftretende Gruppen von Männern, die mit Stöcken bewaffnet pro-österreichische Aktivisten auf der Straße angriffen und gezielt pro-österreichische Versammlungen störten.
Diese Vorfälle nahmen vor allem in den letzten Wochen vor der Abstimmung noch einmal deutlich zu, sodass die pro-österreichische Seite schließlich ganz auf öffentliche Versammlungen verzichtete. Auch wenn es vermutlich nicht zu Todesfällen kam, sorgte diese Form des gewaltsamen Abstimmungskampfes für eine angespannte Atmosphäre.

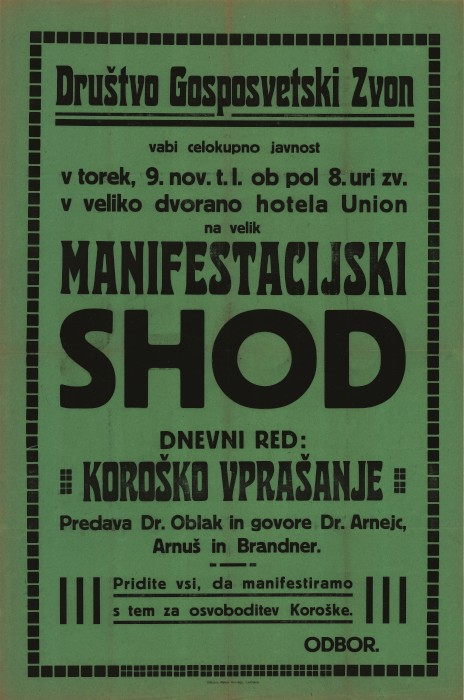
Plakat für eine Kundgebung zum Thema „Die Kärnten-Frage“
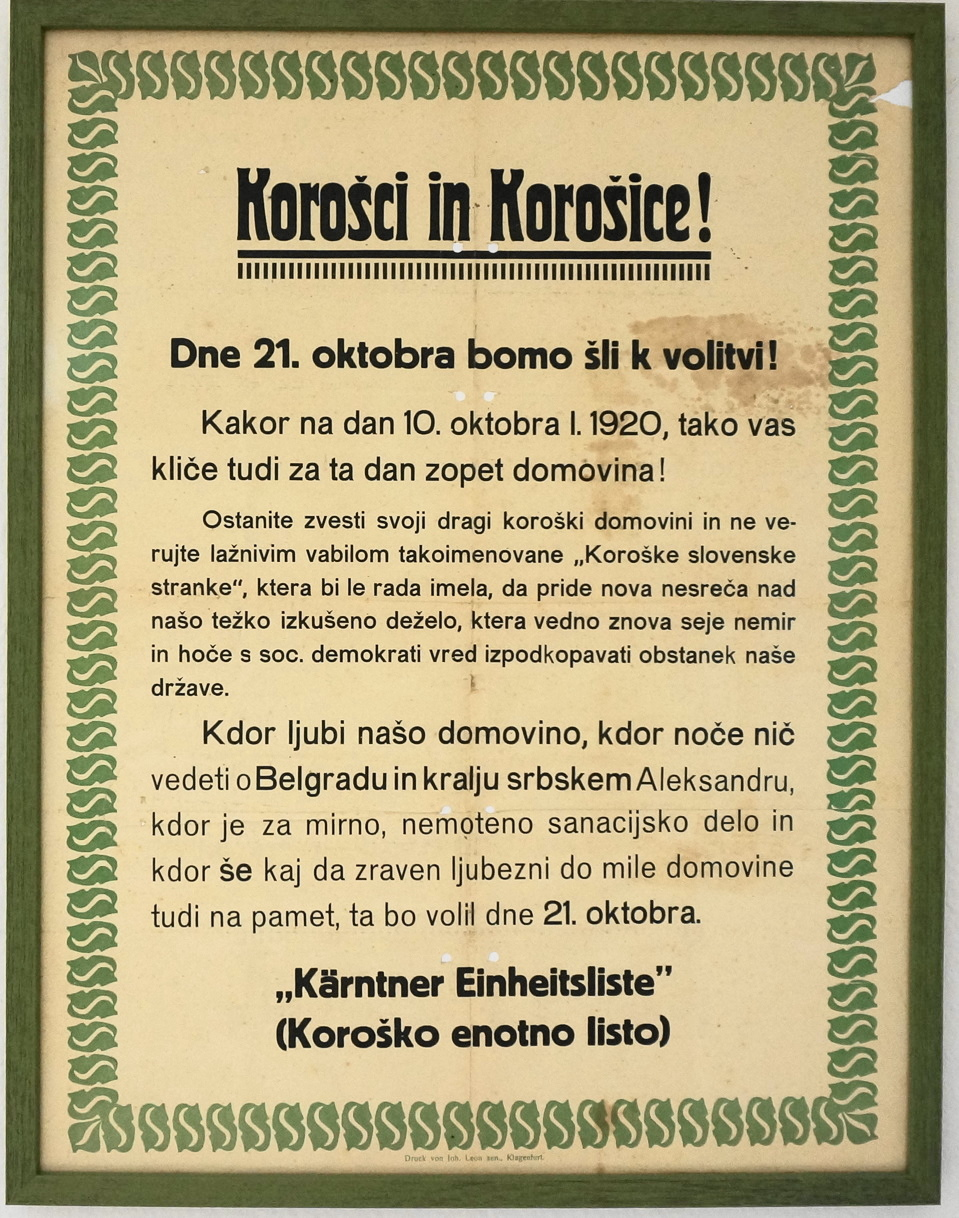
Plakataufruf der slowenischen Kärntner Einheitsliste
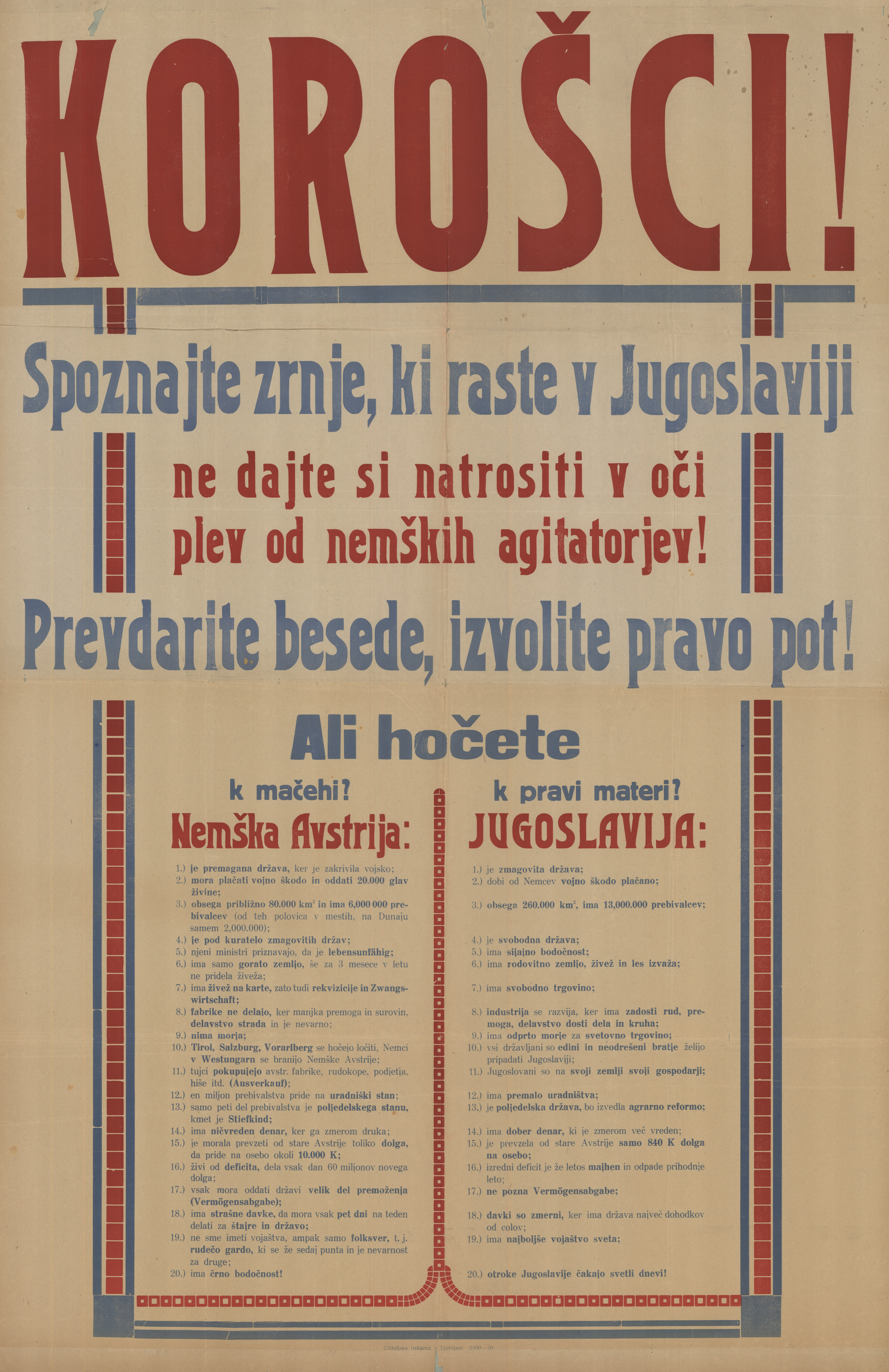
Propagandaplakat mit einer Gegenüberstellung der Verhältnisse in Österreich und Jugoslawien
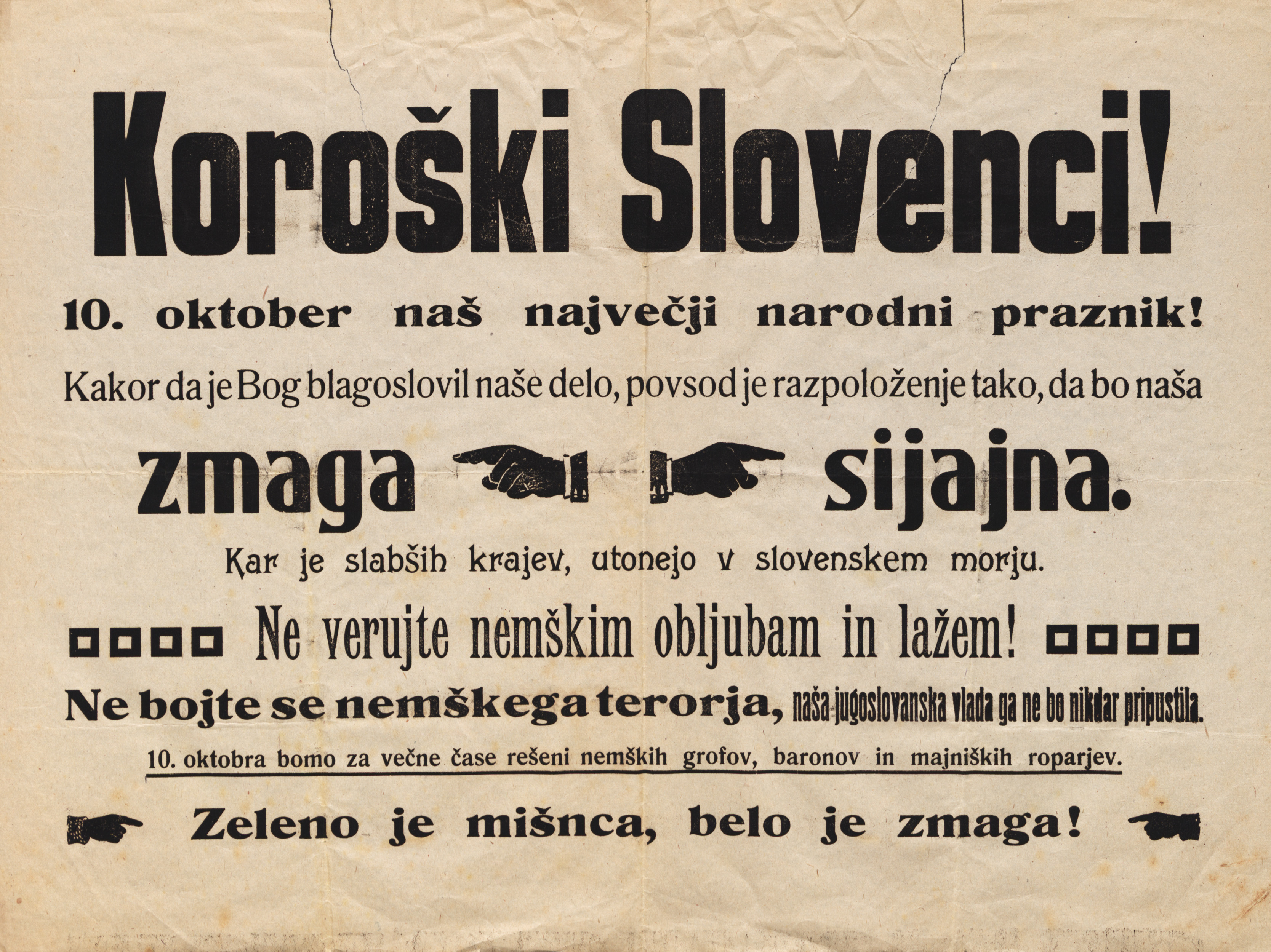
„[...] Als ob Gott unsere Arbeit gesegnet hätte, ist die Stimmung überall so, dass unser Sieg glorreich sein wird.“
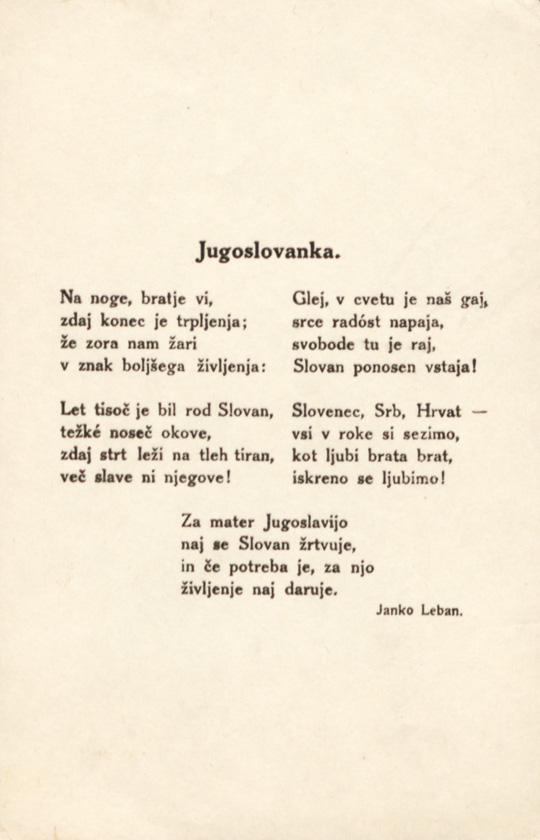
Plakat mit Gedicht des slowenischen Schriftstellers Janko Leban
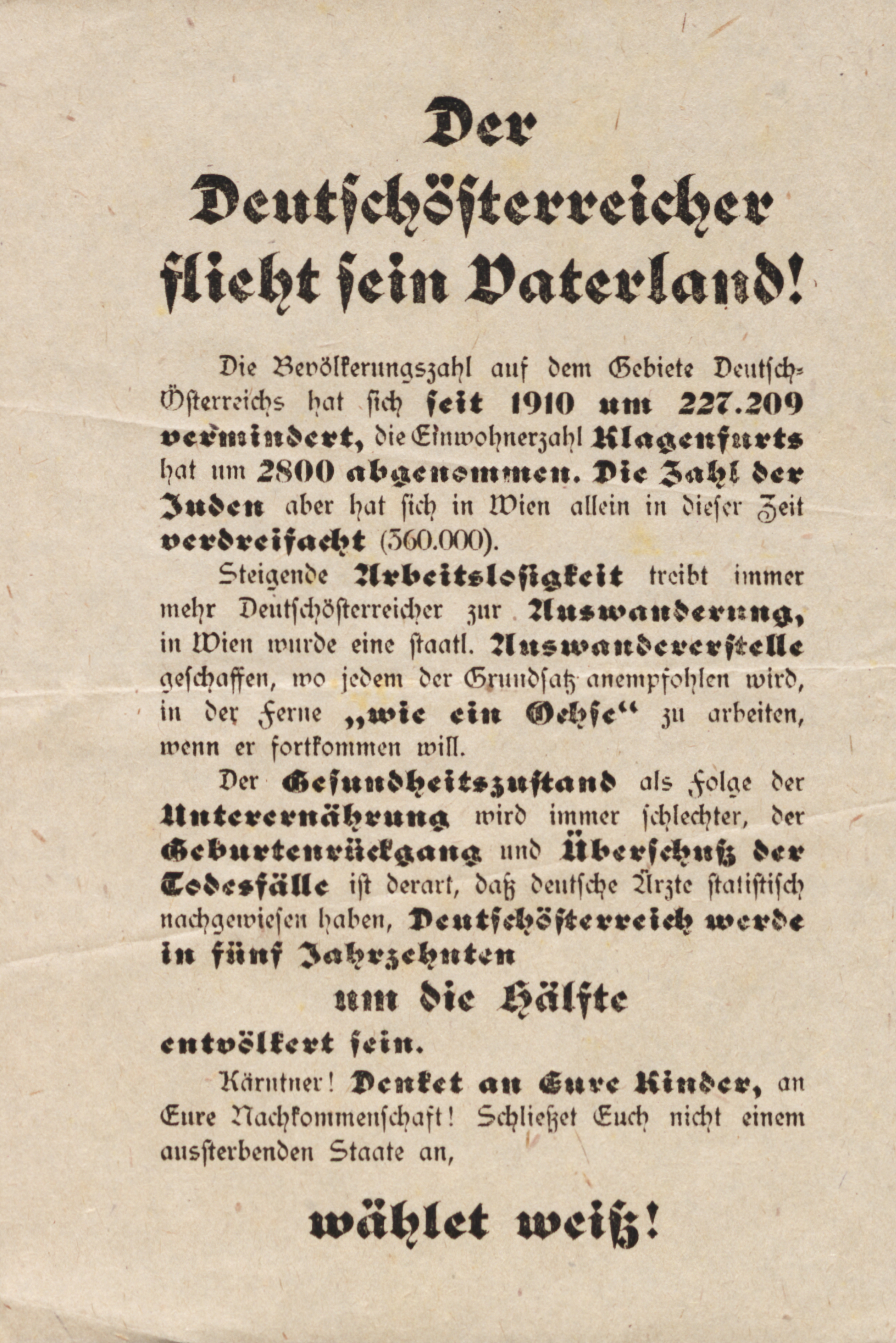
„Der Deutschösterreicher flieht sein Vaterland!“
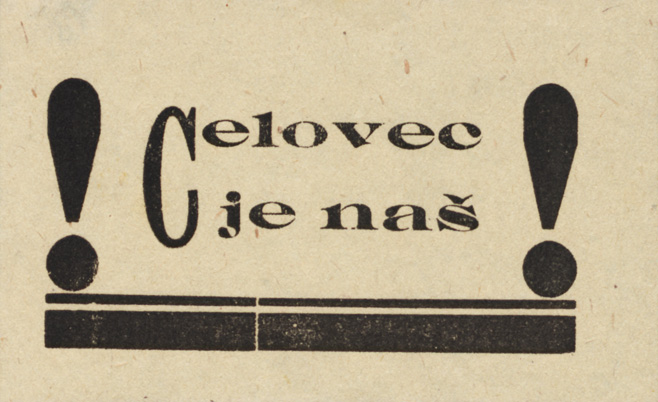
Aufkleber: „Klagenfurt ist unser!“
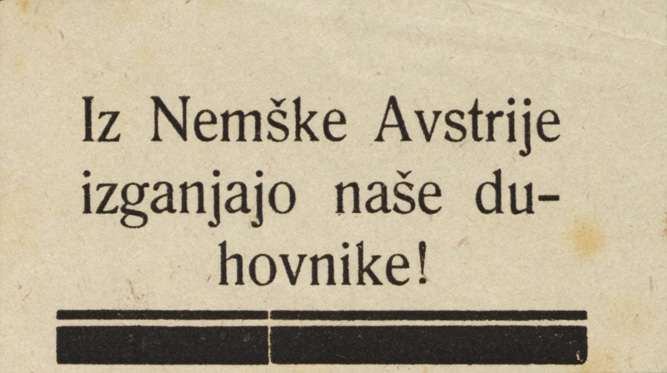
Aufkleber: „Unsere Priester werden aus Deutschösterreich vertrieben!“
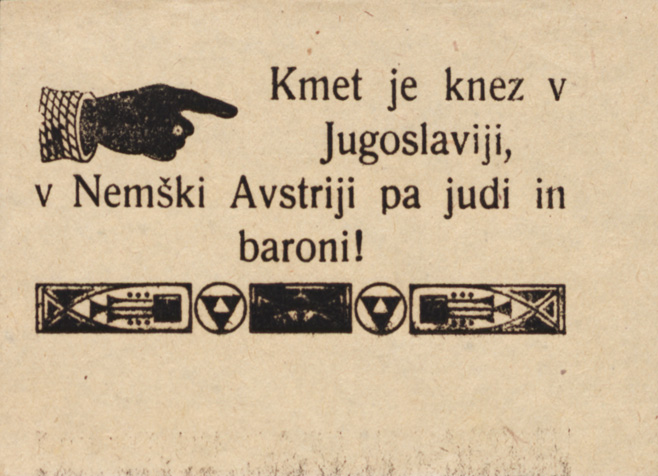
Aufkleber: „Der Bauer ist der Fürst in Jugoslawien, die Juden und Barone in Deutschösterreich!“
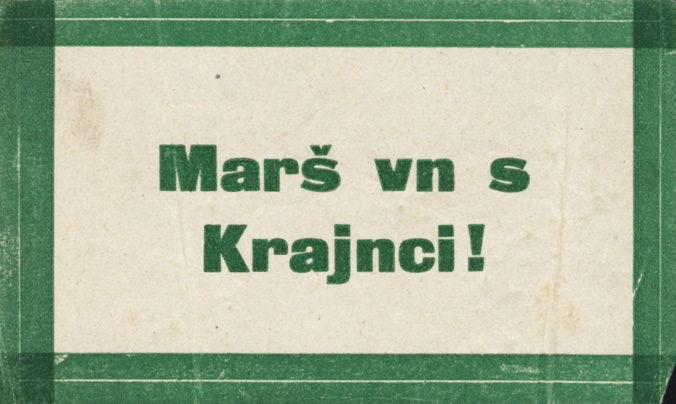
Aufkleber: „Marschiert mit den Krainern!“
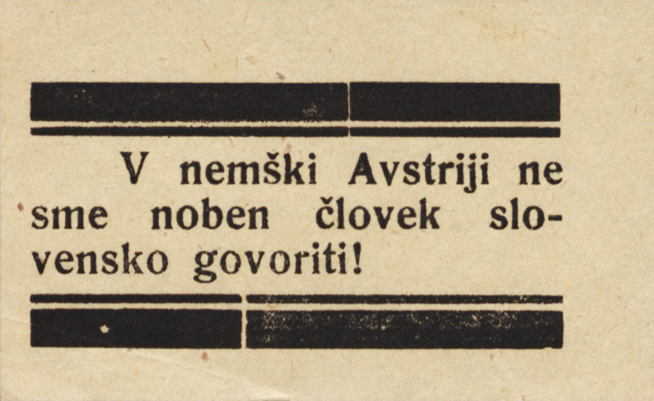
Aufkleber: „In Deutschösterreich darf kein Mensch Slowenisch sprechen!“
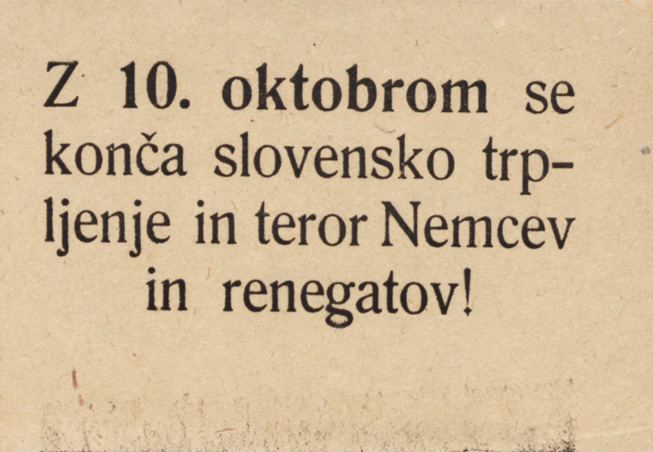
Aufkleber: „Am 10. Oktober werden das Leid und der Terror der Deutschen und Abtrünnigen in Slowenien ein Ende haben!“

### Die Plebiszitkommission

#### Aufgabe und Zusammensetzung

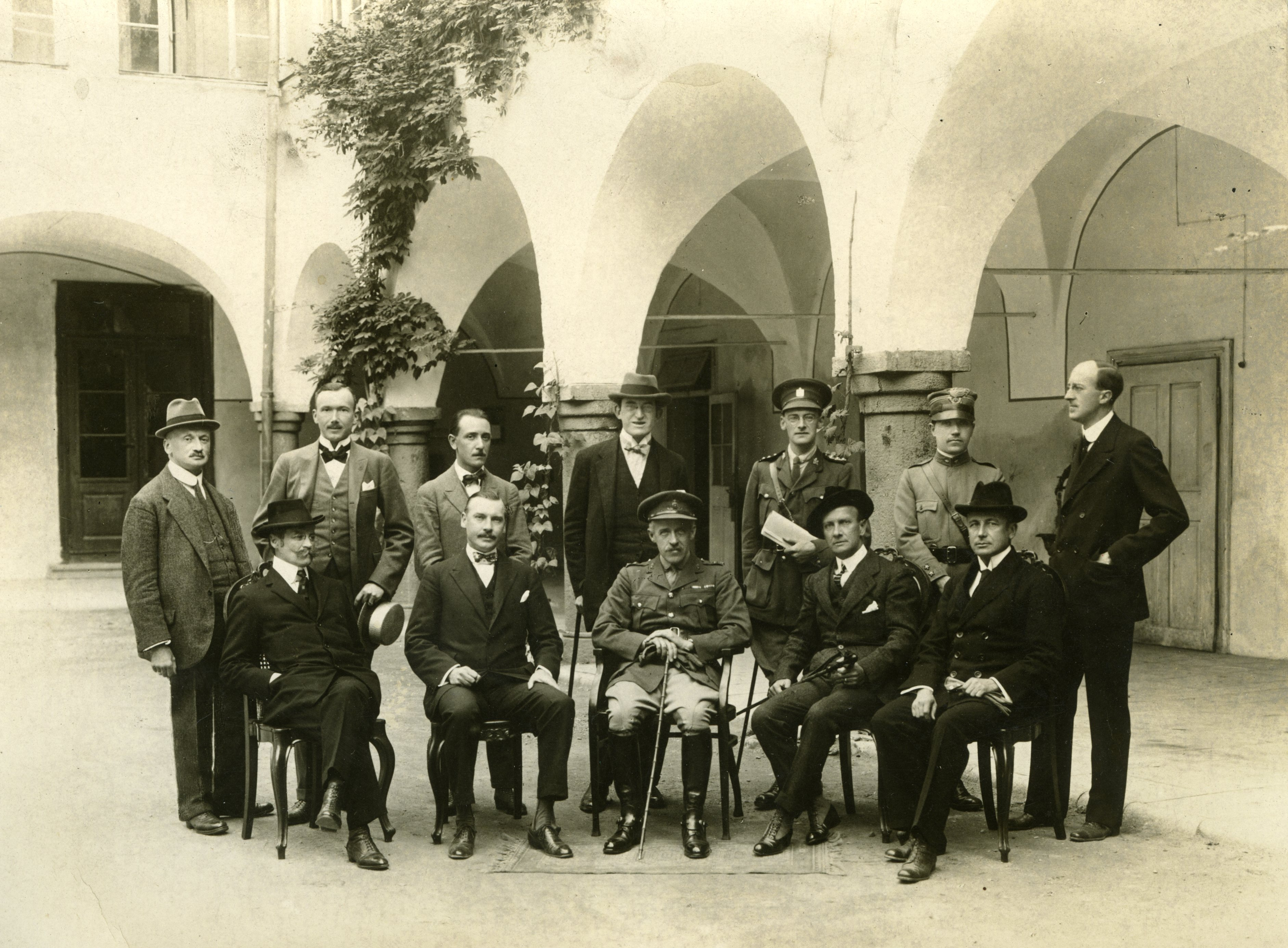
Die Kärntner Plebiszitkommission (sitzend) mit Mitarbeitern (stehend)

Die Interalliierte Plebiszitkommission in Kärnten verfügte im Unterschied zu anderen vergleichbaren Kommissionen (beispielsweise bei den Volksabstimmungen in Schleswig, West- und Ostpreußen oder Oberschlesien), über nur sehr beschränkte Regierungsbefugnisse. Ihre Aufgabe bestand ausschließlich in der Vorbereitung und Durchführung der Plebiszite, zunächst in „Zone I“ und im Falle einer dortigen Mehrheit für das SHS-Königreich, auch in „Zone II“. Das erste Plebiszit sollte drei Monate nach Inkrafttreten des Vertrags von Saint-Germain stattfinden, das zweite Plebiszit gegebenenfalls drei Wochen nach dem ersten. Der Vertrag wurde zwar bereits am 10. September 1919 unterzeichnet, von allen Signatarstaaten ratifiziert und damit Gültigkeit erlangte er jedoch erst am 16. Juli 1920. Entsprechend hatte das Plebiszit in „Zone I“ bis einschließlich zum 15. Oktober 1920 stattzufinden.
Im April 1920 ernannten die Siegermächte ihre Mitglieder für die Plebisizitkommission in Kärnten. Der Brite Lieutenant Colonel Sidney Capel Peck übernahm den Vorsitz, Frankreich entsandte den Diplomaten Charles de Chambrun und Principe Livio Borghese vertrat Italien. Da sich die USA Anfang 1920 aus der Regelung der Nachkriegsvereinbarungen zurückgezogen hatten, blieb der vierte Sitz vakant. Die österreichische Regierung entsandte den Marineoffizier Albert Peter-Pirkham, der in Kärnten lebte und bereits mit Colonel Miles im Kontakt gestanden hatte. Das SHS-Königreich wurde durch den angesehenen Geographen Jovan Cvijić vertreten, der zuvor Mitglied der serbischen Delegation bei den Pariser Friedensverhandlungen gewesen war. Ihm folgte Anfang August der serbische Schriftsteller und Politiker Jovan Jovanović Pižon. Die Arbeitssprache der Kommission war Englisch.
Da die Kommission weder über eigene Truppen noch über das Verwaltungsrecht des Abstimmungsgebiets verfügte, ersuchte sie die alliierten Hauptmächte um eine Bestätigung ihrer Kompetenzen und Sichtweisen. So sei klarzustellen, dass die Kommission bei der Ausübung ihrer Pflicht die Behörden in den beiden Zonen nicht vorab in Kenntnis zu setzen habe. Der Vertreter Österreichs und des SHS-Königreichs sollten kein Stimmrecht in der Kommission haben, sondern ausschließlich in beratender Funktion teilnehmen. Die österreichische und SHS-Verwaltungen hätten der Kommission drei Tage nach ihrem Eintreffen im Abstimmungsgebiet eine Aufstellung aller unter ihrem Kommando befindlichen Militär- und Polizeieinheiten sowie eine namentliche Liste aller von ihnen in den Dienst genommenen Polizisten vorzulegen. Der Kommission stehe das Recht zu, nach ihrem Belieben über eine Aufstockung der Polizeikräfte zu entscheiden. Der österreichischen und SHS-Seite sei es hingegen untersagt, weitere militärische Verbände ohne Zustimmung der Pariser Botschafterkonferenz in das Abstimmungsgebiet zu bringen. Allen seit dem 3. November 1918 aus den Abstimmungszonen vertriebenen Stimmberechtigten und ihre Familien sei umgehend ein Rückkehrrecht einzuräumen und eventuell enteigneter Besitz müsse zurückgegeben werden. Der freie Personen- und Warenverkehr zwischen den beiden Zonen sei unverzüglich nach Eintreffen der Kommission wieder herzustellen und alle Grenzwachen abzuziehen. Die Botschafterkonferenz bestätigte alle diese Positionen und setzte die österreichische und die SHS-Regierung in zwei Schreiben vom 1. und 8. Juni 1920 darüber in Kenntnis.

Die Mitglieder und Mitarbeiter der Interalliierten Plebiszitkommission trafen überwiegend bereits am 16./17. Juli 1920 in Klagenfurt ein und nahmen dort ihren Sitz in der Burg. Die Kommission konstituierte sich am 21. Juli 1920, also fünf Tage nach Inkrafttreten des Vertrags von Saint-Germain. Noch am gleichen Tag veröffentlichte sie eine Proklamation, in der sie die Gleichheit aller der Nationen betonte, zu gegenseitigem Respekt aufrief und vor jeder Beeinträchtigung des Plebiszits warnte: 

„[Die Kommission] ist nicht gekommen, um ihren Willen aufzuzwingen, doch ist sie entschlossen, das ihr von den Mächten anvertraute Mandat getreulich auszuüben. Sie verbürgt die Freiheit und Aufrichtigkeit der Ausübung des Stimmrechtes. Sie kann weder vorherigen Druck, noch nachfolgende Vergeltungsmassnahmen zulassen. Sie wird kein unredliches Manöver dulden, das zu einem falschen Wahlergebnisse führen könnte. Sie wird ihre Sendung unparteiisch erfüllen und volle Gerechtigkeit in diesem feierlichen Augenblicke walten lassen, wo die Ereignisse von Euch verlangen, durch Eure Stimmabgabe nach bestem Wissen und Gewissen jenen Staat zu bezeichnen, dem Ihr in Hinkunft angehören werdet.“

#### Die Kommission ringt um die Kontrolle
Die Kommission musste feststellen, dass die Anweisung der Botschafterkonferenz nach Öffnung der Grenze zwischen den Zonen nicht befolgt worden war. Entsprechend sandte sie am 27. Juli 1920 ein Schreiben an die beiden Zonenverwaltungen, dass die Öffnung bis zum 3. August zu erfolgen habe. Die österreichischen Behörden folgten der Weisung, die SHS-Behörden weigerten sich jedoch. Der Narodni Svet ließ die Grenze sogar mit zusätzlichen Wachen verstärken und zurückkehrende Stimmberechtigte wurden an der Grenze zu „Zone I“ zurückgewiesen. Die Bezirkshauptleute von Völkermarkt und Ferlach ließen zudem Lastkraftwagen unter britischer und italienischer Flagge, die Lebensmittel nach Klagenfurt lieferten, durchsuchen und beschlagnahmen. Innerhalb der Kommission kam es daraufhin zu einem erbitterten Streit, ob die Handlungen der SHS-Verwaltungen mangels eigener Truppen hinzunehmen seien oder nicht. Kommissar Borghese lehnte entschieden jeden Kompromiss ab, die Aufgabe der Interalliierten Kommission sei es, ein faires Plebiszit zu organisieren und die SHS-Verwaltung habe sich allen entsprechenden Anweisungen zu fügen. Er setzte sich am 5. August schließlich durch, woraufhin Kommissar Cvijić zurücktrat und ihm sein Mitarbeiter Jovanović Pižon folgte.
Die Öffnung der Grenze erfolgte schließlich am 23. August. In der Folge kehrten etwa 3000 pro-österreichische Stimmberechtigte in die Zone I zurück, die zuvor von dort geflohen oder vertrieben worden waren. Die SHS-Verwaltungen reagierte hierauf mit einer Reihe von Verhaftungen und Ausweisungen, vor allem in Völkermarkt. Die Kommission griff erneut ein, stellte klar, dass nur ihr das Recht zustünde, Personen aus dem Abstimmungsgebiet auszuweisen und wies beide Verwaltungen an, eine allgemeine Amnestie für Verbrechen (außer Diebstahl und Mord) die vor dem 16. Juli begangen worden waren, zu erlassen. Die Auseinandersetzungen um Kompetenzen, und ob die Zonen-Verwaltungen die Weisungen der Kommission oder die ihrer Regierungen zu befolgen hätten, gingen in den folgenden Wochen weiter.
Die Interalliierte Kommission rief bereits zu Beginn ihrer Arbeit einen Plebiszit-Strafgerichtshof (Plebiscite Tribunal) ins Leben. Wer dort wegen Vergehen gegen die Fairness der Abstimmung schuldig gesprochen wurde, konnte des Abstimmungsgebiets verwiesen werden. Letztlich wurde kein einziger Fall dort verhandelt, dem Gerichtshof kam jedoch eine hohe symbolische Bedeutung im Machtkampf der Kommission mit den Zonen-Verwaltungen zu. Da die Interalliierte Kommission die Verwaltung des Abstimmungsgebiets nicht selbst ausübte, rief sie zudem einen Advisory Adminitrative Council ‚(Beratender Verwaltungsrat)‘ ins Leben, der die Tätigkeit der österreichischen und SHS-Verwaltung überwachte und über ihre Unparteilichkeit wachte.
Ein weiterer Konflikt entwickelte sich ab Ende August um die Frage des Abzugs der militärischen Truppen, zudem sowohl Österreich als auch das SHS-Königreich verpflichtet waren. Während Österreich dieser Forderung nachkam und bis zum 27. August 1920 die „Zone II“ vollständig demilitarisiert hatte, bat das SHS-Königreich die Botschafterkonferenz zweimal erfolglos um die Erlaubnis zum Verbleib seiner Truppen in „Zone I“. Mit Verweis auf eine militärische Übung wurden die Truppen in der SHS-Zone sogar noch aufgestockt. Ein Abzug sei zudem nicht möglich, so die SHS-Verwaltung am 16. August 1920, solange italienische Truppen in Klagenfurt, also im Abstimmungsgebiet stationiert seien. Italien reduzierte die Zahl der Soldaten (die das dortige k.u.k. Waffenlager bewachten) schließlich auf acht. Die Kommission vertrat die Auffassung, dass mindestens einen Monat vor der Abstimmung das gesamte Gebiet frei von militärischen Truppen sein müsse. Entsprechend setzte sie dem SHS-Königreich eine Frist bis zum 10. September zum vollständigen Abzug. Letztlich kam diese der Forderung mit der Verlegung seines Militärs am 1. und dann am 13. September 1920 nach. Lediglich einzelne Spezialisten des Militärs verblieben im Abstimmungsgebiet, die wichtige Aufgaben in der Verwaltung wahrnahmen.
Auch die Gendarmerie in Zone I bildete einen Streitpunkt. Kommissar Peter-Pirkham kritisierte Anfang September, dass die SHS-Verwaltung eine überdimensionierte Polizeitruppe von über 1000 Mann aufgebaut hatte, wobei nicht einmal die Hälfte aus Kärnten und ein Bekenntnis zur SHS-Monarchie Voraussetzung für den Eintritt sei. Die Truppe gehe zudem einseitig gegen pro-österreichische Aktivisten vor, während SHS-Sympathisanten stets mit Nachsicht rechnen könnten. Zudem dürfe das Kommando der Gendarmerie nicht bei Rudolf Majster liegen, sondern solle der Interalliierten Kommission übertragen werden. Kommissar Jovanović Pižon widersprach der Darstellung, sagte jedoch eine Reduktion auf 800 Mann zu. Nachdem die SHS-Verwaltung keine Anstalten machte, die Vereinbarungen in der Interalliierten Kommission umzusetzen, übertrug diese am 20. September 1920 das Kommando über die Gendarmerien in beiden Abstimmungszonen an den Advisory Adminitrative Council. Alle nicht in Kärten geborenen Gendarmen wurden entlassen, in Zone I waren das letztlich zwei Drittel der Polizeitruppe.
Zuletzt wurde über die Frage möglicher Enteignungen gestritten. So bemängelte Kommissar Peter-Pirkham, dass in der Zone I eine ganze Reihe von pro-österreichisch eingestellten Personen ihr Grundbesitz entzogen und dieser unter staatliche Kontrolle gestellt worden war. Kommissar Jovanović Pižon entgegnete, dass es sich hierbei nur um die Anwendung eines seit 1915 in Serbien, und seit 1919 auf die angegliederten früheren Teile Österreich-Ungarns ausgeweitetes, Gesetz handelte. Die Interalliierte Kommission diskutierte die Frage und kam am 14. September 1920 zu dem Schluss, dass die Kontrolle der Eigentümer wieder herzustellen sei. Die Regionalregierung in Ljubljana protestierte schärfstens dagegen und drohte sogar mit Rücktritt, dessen Annahme die Zentraleregierung in Belgrad jedoch verweigerte und die Umsetzung der Weisung anordnete.
Auch wenn es der Interalliierten Kommission durch beharrliche Interventionen gelang, die Repressionen durch die SHS-Verwaltung einzudämmen, blieb die Sicherheitslage in der „Zone I“ aufgrund der „Prügelbanden“ prekär. Als zudem Ende September 1920 noch Gerüchte aufkamen, dass das SHS-Königreich Truppen entlang der Grenze zu Kärnten konzentrierte, bat die österreichische Regierung die Pariser Botschafterkonferenz am 9. und noch einmal am 17. September 1920 offiziell um die Entsendung alliierter Truppen in das Abstimmungsgebiet. Nach weiteren Vorfällen schloss sich auch die Interalliierte Kommission an, jedoch wurde die Bitte am 3. Oktober 1920 abgewiesen. Zur Sicherstellung des ordnungsgemäßen Ablaufs der Abstimmung beschloss die Interalliierte Kommission, dass am Abstimmungstag in jedem Stimmlokal sowie an den Grenzübergängen zur „Zone I“ ein Offizier der Siegermächte anwesend sein sollte. Zu diesem Zweck wurde die Interalliierte Kontrollkommission in Wien um eine entsprechende Abordnung gebeten. Diese kam der Bitte nach, und zur Abstimmung trafen 58 Offiziere, überwiegend Italiener, aber auch einige Briten und Franzosen, in Abstimmungsgebiet ein.

## Die Volksabstimmung am 10. Oktober 1920

### Die Vorbereitung der Abstimmung
Die Interalliierte Plebiszitkommission in Kärnten orientierte sich bei der Vorbereitung der Abstimmung oftmals an den im Februar/März 1920 in Schleswig beziehungsweise im Juli 1920 in West- und Ostpreußen abgehaltenen Plebisziten. So wurde das Abstimmungsgebiet in sechs Distrikte mit je zwölf Gemeinden aufgeteilt, vier Distrikte in „Zone I“ und zwei Distrikte in „Zone II“. Für jeden Distrikt wurde eine Distriktaufsicht eingesetzt, die aus einem britischen, einem französischen und einem italienischen Offizier bestand, die gemeinsam die Durchführung der Abstimmung im Distrikt beaufsichtigten. In je zwei Distrikten hatte ein Brite, ein Franzose oder ein Italiener den Vorsitz. Die Distriktaufsicht war zudem für die Auszählung der Stimmen, unter Aufsicht eines österreichischen und eines SHS-Vertreters, in den von ihnen beaufsichtigten Gemeinden zuständig. Weiterhin sollten sie die Polizei in ihrem Distrikt beaufsichtigen und auf die Freilassung von Verhafteten hinwirken. Sie hatten das Recht auf unbeschränkte Akteneinsicht in den Verwaltungen und übermittelten die Weisungen der Interalliierten Kommission vor Ort.
In jeder Gemeinde wurden sechs-köpfige Stimmkommitees ins Leben gerufen, die zu gleichen Teilen aus dort ansässigen österreichischen und slowenischen Stimmberechtigten zusammengesetzt waren. Alles zusammen wurden auf diese Weise 81 Stimmkommissionen gebildet und bemerkenswerter Weise gelang es beiden Seiten, überall ausreichend geeignete Kandidaten für deren Besetzung zu finden. Ihre Aufgabe war es, die lokalen Stimmlisten zu erstellen, die Stimmlokale auszuwählen und vorzubereiten sowie die eigentliche Abstimmung durchzuführen. Die österreichische und die SHS-Seite hatten für jede Gemeinde eine ausreichende Anzahl an Personalvorschlägen vorzulegen. Über die konkrete Zusammensetzung der Stimmkommittees entschied die zuständige Distriktaufsicht. Die Stimmkommittees hatten jeden Tag, auch sonntags, zusammenzutreten, um allen Stimmwilligen die Möglichkeit der Registrierung zu geben. Die Anmeldefrist für die Stimmlisten endete am 22. September 1920. Die zuständige Distriktaufsicht war täglich über die Aktualisierung der Stimmlisten zu informieren. Sie hatte am 8. Oktober 1920 die abschließend geprüfte Stimmliste freizugeben.
Alle Regularien für die Abstimmung wurden von der Interalliierten Plebiszitkommission am 3. September 1920 in einem 20-seitigen Heft veröffentlicht.

### Stimmrecht und Stimmabgabe

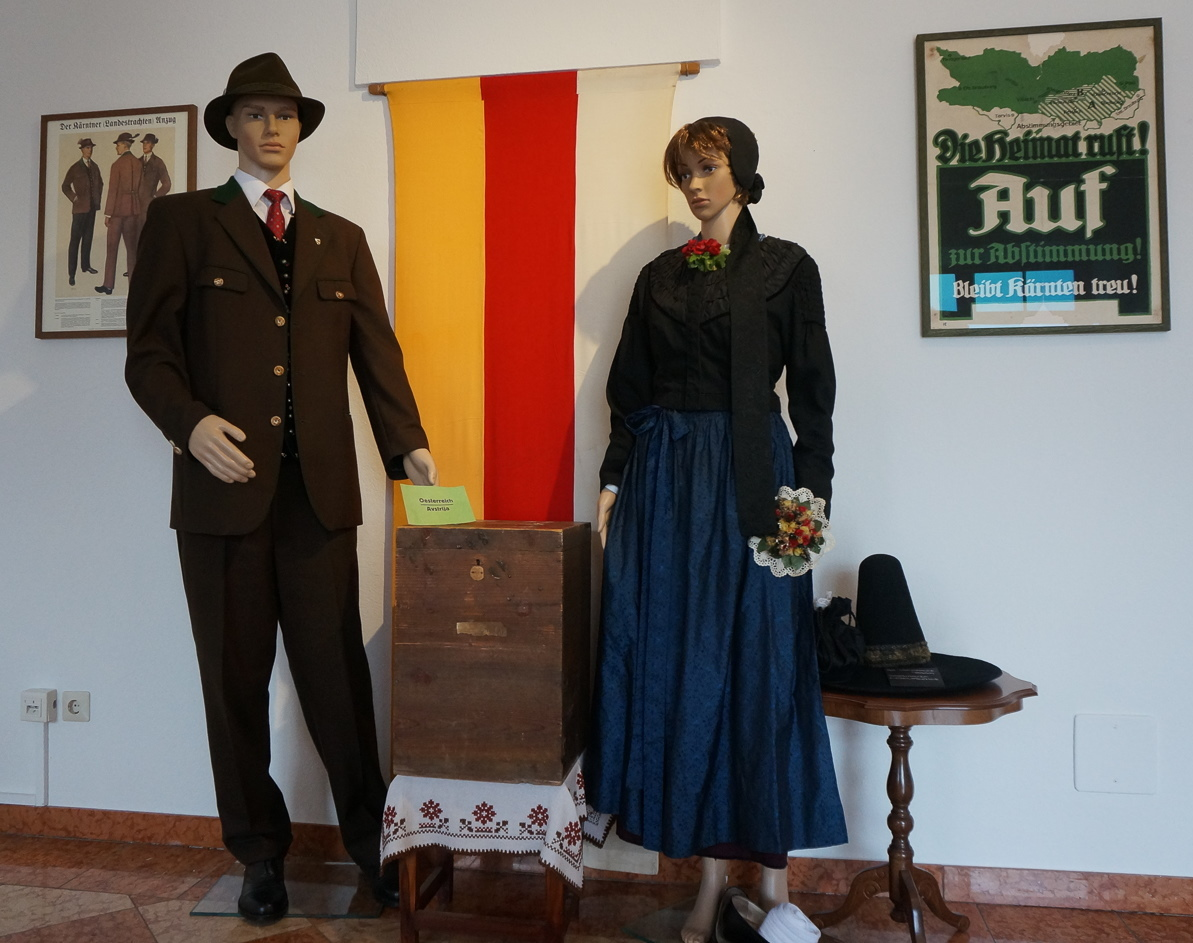
Szenische Darstellung der Stimmabgabe in einem Kärntner Heimatmuseum

Stimmberechtigt für das Plebiszit in den beiden Abstimmungszonen in Kärnten waren alle Männer und Frauen, die
- am 1. Jänner 1919 das 20. Lebensjahr vollendet hatten,
- zum 1. Jänner 1919 ihren Wohnsitz in der Abstimmungszone hatten und
- im Abstimmungsgebiet geboren oder
- bereits seit dem 1. Jänner 1912 dort mit Erstwohnsitz gemeldet waren.

Damit unterschied sich das Plebiszit in Kärnten von den Abstimmungen in Schleswig und West-/Ostpreußen, bei denen alle im Abstimmungsgebiet Gebürtigen das Stimmrecht hatten, auch wenn sie dort nicht mehr lebten. Die österreichische Seite legte Widerspruch hiergegen ein, tatsächlich war diese Frage im Vertrag von Saint-Germain jedoch eindeutig anders geregelt als die vergleichbaren Abstimmungen im Versailler Vertrag, weswegen die Interalliierte Kommission den Einspruch abwies. Längere Abwesenheit aufgrund des Militärdienstes wurde nicht als Unterbrechung der Meldefrist gewertet. Die Abstimmung in „Zone I“ unterlag ausdrücklich nicht den Wahlgesetzen des SHS-Königreichs, auch Ausländer waren damit stimmberechtigt, wenn sie die oben genannten Kriterien erfüllten. Gleiches galt für Gefängnisinsassen. Zu den Stimmberechtigten gehörten auch mindestens 3600 Personen, die im Zuge der Besetzung der „Zone I“ durch die SHS-Truppen von dort geflohen waren.
Alle Materialien (Stimmzettel, Umschläge, Stimmkabinen und Urnen) wurden von der Plebiszitkommission bereitgestellt. Um auch Analphabeten eine einfache Teilnahme zu ermöglichen, entschied man sich gegen gemeinsame Stimmzettel zum Ankreuzen. Stattdessen erhielten die Abstimmenden zwei verschiedenfarbige Stimmzettel und einen Umschlag. Ein Stimmzettel war grün und mit „Oesterreich / Avstrija“ beschriftet, der andere weiß und mit „Jugoslavija / Jugoslawien“. Die Abstimmenden hatten in der Kabine den nicht gewünschten Zettel zu zerreißen, zusammen mit dem anderen in den Umschlag zu stecken und anschließend in die Urne einzuwerfen.

### Die Umstände der Abstimmung

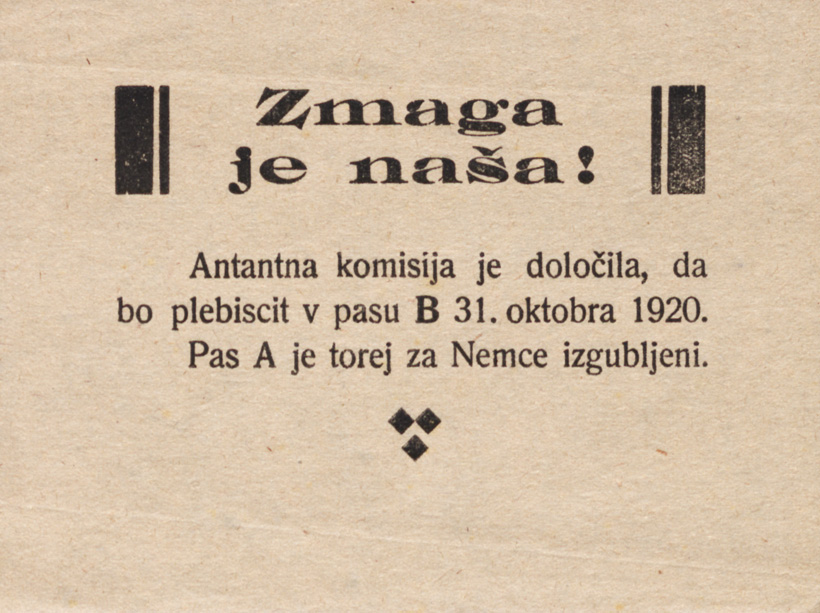
Aufkleber mit Fake News zur Verunsicherung des Stimmvolks: „Der Sieg ist unser! Die Entente-Kommission hat beschlossen, dass die Volksabstimmung in der Zone B am 31. Oktober 1920 stattfinden wird. Die Zone A ist damit für die Deutschen verloren.“

Die Abstimmung am Sonntag, den 10. Oktober 1920 erfolgte in einer angespannten Atmosphäre, es gab eine allgemeine Angst vor gewalttätigen Ausbrüchen. Hierzu hatten sowohl die monatelangen Aktivitäten der „Prügelbanden“ beigetragen, aber auch die vom Kärntner Heimatdienst in den letzten Wochen vor der Abstimmung aus ehemaligen Soldaten gebildeten „Ordnungsabteilungen“. Ab dem 3. Oktober waren zudem mehrere Tausend Personen aus dem SHS-Königreich in die „Zone I“ gekommen, in Gruppen von Haus zu Haus gezogen und hatten den Bewohnern im Fall eines österreichischen Sieges mit Vergeltung gedroht. In der Presse in Ljubljana, aber auch auf Propagadaaufklebern im Abstimmungsgebiet, erschienen zeitgleich Artikel mit der falschen Meldung, die Alliierten hätten die Abstimmung abgesagt und die Zone I direkt dem SHS-Königreich zugeschlagen.
Bereits seit dem 10. September war das öffentliche Zeigen von Flaggen verboten worden. Ab dem 29. September mussten alle Kneipen bereits um 20:30 Uhr schließen. Am 8. Oktober veröffentlichte die Kommission eine Proklamation, in der sie erneut daran erinnerte, dass es sich um eine freie, faire und geheime Abstimmung handelte, und keine Person zu einer bestimmten Stimmabgabe verpflichtet werden konnte. Der Ausschank von Alkohol war vom 9. bis 11. Oktober 1920 untersagt. Am 9. und 10. Oktober wurden die Übergänge über die Demarkationslinie geschlossen, nur noch registrierte Stimmberechtigte durfte die „Zone I“ betreten. Zugleich durften am Sonntag, den 10. Oktober 1920 nach der Heiligen Messe keine Predigten gehalten werden, um deren Missbrauch zu Propagandazwecken zu verhindern.
Am Tag der Abstimmung öffneten die Stimmlokale um 7 Uhr. In jedem Stimmlokal beaufsichtigten alliierte Offiziere die Abstimmung. Trotz Verbots zogen viele pro-österreichisch Gesinnte in gemeinsamen Prozessionen zu den Stimmlokalen. Begleitet wurden sie von „Ordnungsabsteilungen“, während andere zurückblieben und die Grundstücke vor Vergeltungsmaßnahmen schützten. An den Stimmlokalen trafen sie auf vergleichbare Gruppen junger Männer der pro-SHS-Seite. Dass es jenseits kleinerer Zusammenstöße zu keinen ernsten Gewalttätigkeiten kam, lag nicht zuletzt an der Interalliierten Kommission. Sie hatte für eine flächendeckende Präsenz von alliierten Offizieren gesorgt. Außerdem stand ein gepanzerter Lastwagen zur Verfügung, der von einem Offizier und einigen Soldaten bemannt, den ganzen Tag kreuz und quer durch die „Zone I“ fuhr und dadurch die Illusion einer weit größeren Streitmacht schuf. Die alliierten Kommissare suchten ebenfalls nacheinander alle Stimmlokale auf und zeigten Präsenz.
Der Großteil der Stimmen wurde morgens bis 10 Uhr, zumeist nach dem Besuch der Messe abgegeben. Bis zur Mittagszeit war die Stimmabgabe in praktisch allen Stimmlokalen abgeschlossen, diese blieben dennoch bis 18 Uhr geöffnet. Anschließend wurden alle Holzurnen versiegelt und mit motorisierten Fahrzeugen in zur jeweiligen Distriktaufsicht gebracht, wo in Anwesenheit eines österreichischen und eines SHS-Offiziers die Auszählung erfolgte. Diese waren zusammen mit je einem Übersetzer jedem Distrikt bereits sechs Wochen zuvor fest zugeteilt worden. Der Auszählungsprozess dauerte aufgrund der hohen Stimmbeteiligung länger als erwartet, wurde jedoch in allen vier Distrikträten der „Zone I“ ohne Beanstandungen durchgeführt. Die Ergebnisse wurden im Anschluss an die Interalliierte Plebiszitkommission übermittelt, die die Ergebnisse schließlich am 13. Oktober 1920 bekanntgab.

### Abstimmungsergebnisse

Ergebnisse der Volksabstimmung nach Gemeinden

Die Beteiligung an der Abstimmung fiel sehr hoch aus, von den 39.291 Stimmberechtigten gaben 37.623 (95,8 %) eine Stimme ab. Nur 333 der abgegebenen Stimmen (0,9 %) wurden als ungültig gewertet.
Auf die gesamte „Zone I“ gerechnet wurden 22.025 Stimmen (59 % der abgebenen gültigen Stimmen) für einen Verbleib des Gebiets bei Österreich abgegeben, während sich 15.278 Personen (41 % der abgegebenen gültigen Stimmen) für einen Anschluss an das Königreich der Serben, Kroaten und Slowenen aussprachen.
Im Norden stimmten mehr Personen mit „Österreich“, im Süden nahm der Anteil an Stimmen für „Jugoslawien“ zu. Im Gebiet südlich der Drau gab es eine Mehrheit für „Jugoslawien“, allerdings war von Beginn an klar, dass das Ergebnis für die Zone als Ganzes gewertet werden würde.
Die SHS-Regierung brachte unmittelbar nach der Abstimmung eine Beschwerde gegen die Ergebnisse vor, die jedoch nicht durch konkrete Belege gestützt und nach wenigen Tagen fallen gelassen wurde. Die Durchführung der Abstimmung und die numerischen Ergebnisse gelten als einwandfrei, die nachträgliche Fehlerkorrekturen der Ergebnisse bewegen sich im einstelligen Bereich.
Etwas intensiver wurde im Nachgang um die Unterstellung gestritten, dass die jeweils andere Seite Unterlagen und Nachweise gefälscht habe, um ihren Sympathisanten zum Stimmrecht zu verhelfen. Auch wenn diese Vermutungen nicht gänzlich aus der Luft gegriffen sein dürften, begrenzte alleine schon der sehr aufwändige Registrierungsprozess die Möglichkeiten der Einflussnahme auf diese Weise. Im Grundsatz waren sich beide Seiten jedoch einig, dass dies keine wesentliche Auswirkung auf das Endergebnis gehabt haben konnte.
| Gebiet                   | Stimmberechtigte (a) | Abstimmende | Abstimmende   | gültige Stimmen (b) | ungültige Stimmen | ungültige Stimmen | Österreich | Österreich    | Österreich    | Jugoslawien | Jugoslawien   | Jugoslawien   |
| Gebiet                   | Anzahl               | Anzahl      | Anteil (an a) | Anzahl              | Anzahl            | Anteil (an b)     | Anzahl     | Anteil (an a) | Anteil (an b) | Anzahl      | Anteil (an a) | Anteil (an b) |
| ------------------------ | -------------------- | ----------- | ------------- | ------------------- | ----------------- | ----------------- | ---------- | ------------- | ------------- | ----------- | ------------- | ------------- |
| Distrikt Rosegg (Velden) | 04.508               | 04.348      | 96,45 %       | 04.298              | 050               | 1,15 %            | 01.980     | 43,92 %       | 46,07 %       | 02.318      | 51,42 %       | 53,93 %       |
| Distrikt Ferlach         | 11.943               | 11.533      | 96,57 %       | 11.408              | 125               | 1,08 %            | 06.427     | 53,81 %       | 56,34 %       | 04.981      | 41,71 %       | 43,66 %       |
| Distrikt Bleiburg        | 11.589               | 10.922      | 94,24 %       | 10.847              | 088               | 0,81 %            | 05.312     | 45,84 %       | 48,97 %       | 05.535      | 47,76 %       | 51,03 %       |
| Distrikt Völkermarkt     | 11.251               | 10.820      | 96,17 %       | 10.750              | 070               | 0,65 %            | 08.306     | 73,82 %       | 77,27 %       | 02.444      | 21,72 %       | 22,73 %       |
| Zone I                   | 39.291               | 37.623      | 95,75 %       | 37.303              | 333               | 0,89 %            | 22.025     | 56,06 %       | 59,04 %       | 15.278      | 38,88 %       | 40,96 %       |

### Die Wochen nach der Abstimmung
Das Ergebnis der Volksabstimmung stellte eine bittere Überraschung für das SHS-Königreich dar. In der „Zone I“ hatten immerhin zwei Drittel der Einwohner als Umgangssprache Slowenisch angegeben. Dass nun nur knapp 41 % der Stimmen auf einen Anschluss an den südslawischen Staat entfielen, war nicht erwartet worden. Bereits am 14. Oktober, einen Tag nach der Verkündung der Ergebnisse, rückte das SHS-Militär mit zwei Bataillonen in die „Zone I“ ein und stationierte diese in Rosegg und Bleiburg. Die Interalliierte Kommission legte umgehend Widerspruch ein und befahl den unverzüglichen Rückzug der Truppen.
Am 18. Oktober übernahm die Kommission unmittelbar und treuhänderisch für Österreich die Verwaltung der „Zone I“. Dieses Vorgehen wurde von der Pariser Botschafterkonferenz am 3. November 1920 ausdrücklich bestätigt, wodurch zugleich sie zugleich dem Votum des Plebiszits folgte und der Verbleib des Abstimmungsgebiets bei der Republik Österreich anerkannt wurde.
Am 19. Oktober legte die SHS-Regierung bei der Interalliierten Kommission förmlichen Protest gegen das Ergebnis der Abstimmung ein und brachte Unregelmäßigkeiten in der Abstimmung sowie Parteilichkeit der Kommission als Gründe vor. Da den allgemein gehaltenen Vorwürfen jedoch keine konkreten Belege folgten, musste schließlich auch Kommissar Jovanović Pižon zugestehen, dass das Plebiszit ordnungsgemäß verlaufen war. Am 27. Oktober 1920 legte die Interalliierte Kommission der Pariser Botschafterkonferenz ihren offiziellen Abschlussbericht vor.
Die Republik Österreich übernahm in den folgenden Wochen wieder schrittweise die Verwaltung der Zone I. Dies war am 18. November 1920 abgeschlossen und die Interalliierte Kommission erklärte ihre Aufgabe offiziell für beendet. Als letzte Amtshandlung wies sie noch einmal auf Artikel 92 des Vertrags von Saint-Germain hin:

„Kein Bewohner der Gebiete der ehemaligen österreichisch-ungarischen Monarchie kann wegen seiner politischen Haltung seit dem 28. Juli 1914 bis zur endgültigen Anerkennung der Staatsgewalt auf diesen Gebieten oder wegen der Regelung seiner Staatsangehörigkeit auf Grund des vorliegenden Vertrages behelligt oder belästigt werden.“

## Folgen

### Gebietszugehörigkeit
Die durch den Vertrag von Saint-Germain und die Volksabstimmung 1920 bestätigte Gebietsregelung für Kärnten hat bis heute bestand. Konkret musste Kärnten im Vergleich zum Jahr 1910 (dem Jahr der letzten Volkszählung in Österreich-Ungarn) ein Gebiet von 430 km² und etwa 16.700 Einwohnern an das SHS-Königreich sowie 362 km² und etwa 6800 Einwohner an Italien abgeben.
Das SHS-Königreich versuchte im März 1921 noch ein letztes Mal auf diplomatischem Weg, die Gebiete südlich der Drau, in der eine knappe Mehrheit für einen Anschluss an das Königreich gestimmt hatte, zugeschlagen zu bekommen. Das Ansinnen wurde jedoch von der Pariser Botschafterkonferenz am 2. Juni 1921 mit Verweis auf das Plebiszit abgelehnt.
Forderungen nach einer Angliederung Südkärntens wurden erneut ab Mitte der 1930er von der zwischenzeitlich in Königreich Jugoslawien umbenannten Monarchie als Reaktion auf einen möglichen Anschluss Österreichs an Deutschland diskutiert, ohne dass sie ernsthaft verfolgt wurden. Im Mai 1945, nach dem Ende des Zweiten Weltkriegs, besetzte die jugoslawische Volksbefreiungsarmee Kärnten ein weiteres Mal für einige Monate, musste sich jedoch auf Drängen der Alliierten schließlich zurückziehen.
Im Rahmen der Gründung der Republik Slowenien und des 10-Tage-Kriegs im Jahr 1991 marschierte wiederum das österreichische Bundesheer in einem sogenannten Sicherungseinsatz an der Kärntner Grenze zu Slowenien auf. Im Rahmen der Kampfhandlungen zwischen der jugoslawischen Armee und der slowenischen Territorialverteidigung wurde zwar auch der österreichische Luftraum verletzt, die Frage der territorialen Zugehörigkeit Südkärntens war jedoch nicht berührt.

### Die Interpretation der Ergebnisse
Fast unmittelbar nach der Abstimmung setzte eine öffentliche Debatte über die ‚richtige‘ Interpretation der Ergebnisse ein. Die in dieser Diskussion vorgebrachten Sichtweisen der Vorgänge in Kärnten 1919/1920, haben bis in die heutige Zeit Auswirkungen auf das Verhältnis der deutsch- und slowenischsprachigen Kärntner. Den Ausgangspunkt bildet die Frage, weshalb Österreich die Abstimmung in „Zone I“ gewann.
In einer ethno-nationalistischen Sichtweise muss dies überraschen, da in der Volkszählung von 1910 ganze 70 % der Bewohner Südkärntens "Slowenisch" als Umgangssprache angegeben hatten. Die soziodemographische Zusammensetzung hatte sich aller Wahrscheinlichkeit nach in den zehn Jahren danach nicht grundlegend geändert. So ist davon auszugehen, dass diese Angabe auch 1920 noch weitgehend zutraf. Nach diesem Verständnis ist die nationale Zugehörigkeit einer Person, die sich vor allem in der gesprochenen Alltagssprache ausdrückt, der bestimmende Faktor bei der Abstimmung über die Gebietszugehörigkeit. Diese Vorstellung liegt implizit auch dem von Woodrow Wilson formuliertem Selbstbestimmungsrecht der Völker zugrunde.

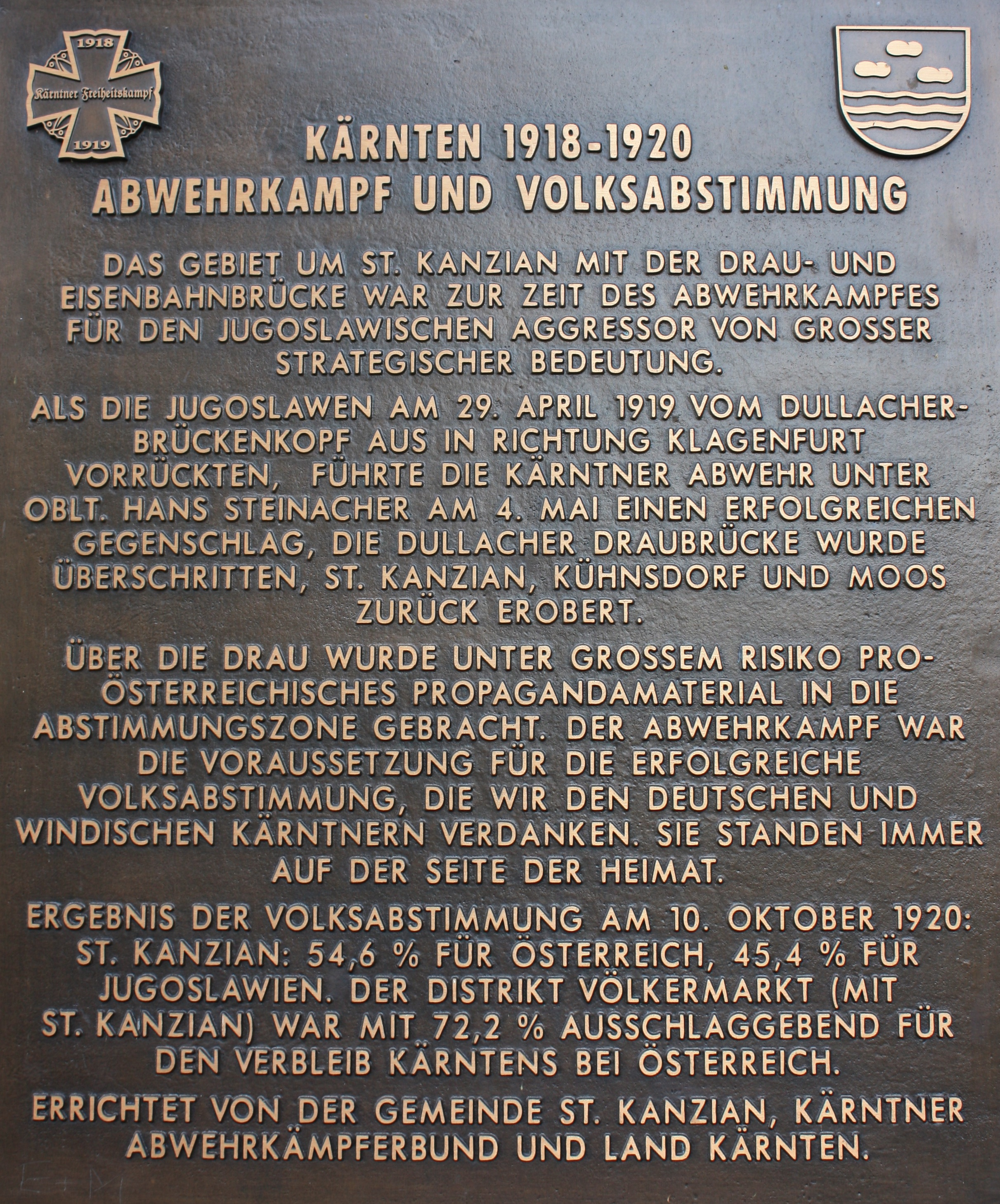
Eine Gedenktafel in Sankt Kanzian am Klopeiner See wiederholt die ethno-nationalistische Windischenteorie

Die für lange Zeit bestimmende Interpretation für Kärnten brachte bereits 1927 Martin Wutte in einem Aufsatz vor. Wutte war aktiv im Kärntner Abwehrkampf beteiligt, deutschnationaler Gesinnung und entwickelte sich später zu einem Unterstützer des Nationalsozialismus in Österreich. Er ging davon aus, dass das Ergebnis durch die Stimmen von etwa 10.000 Kärntner Slowenen zustande gekommen war, die für den Verbleib bei Österreich gestimmt hatten. Seine Windischentheorie geht davon aus, dass die Kärntner Slowenen sich aus zwei Gruppen zusammensetzen würden: Den „Windischen“, die er als deutschfreundlich, tendenziell assimilationsbereit und eine mit deutsch vermischte Sprache sprechend, beschrieb. Auf der anderen Seite gäbe es „nationalen Slowenen“, die ein reines Slowenisch sprächen und der deutschen Kultur fremd seien. Die Nationalsozialisten übernahmen diese Interpretation und machten in den 1940er Jahren den Grad der Unterdrückung der Kärntner Slowenen von der Einordnung in diese Kategorien abhängig. Auch auf slowenischer Seite wurde ein ähnliches Narrativ gepflegt, bei dem die für Österreich Abstimmenden als „Nemčurji“ (etwa: „Deutschtümler“) bezeichnet wurden.

Diese sehr eindimensionale, ethno-nationalistische Interpretation wird heute in der Geschichtswissenschaft abgelehnt. Einerseits wird die früher kaum hinterfragte Annahme, quasi alle deutschsprachigen Kärntner hätten für Österreich gestimmt, bezweifelt. So legen moderne statistische Untersuchungen nahe, dass schätzungsweise nur drei Viertel der deutschsprachigen und dafür etwa die Hälfte der slowenischsprachigen Kärntner für Österreich stimmten. Weiterhin wird heute davon ausgegangen, dass die Gründe für die individuelle Stimmentscheidung vielfältig waren. Tatsächlich dürften wirtschaftliche Fragen, wie beispielsweise die Erreichbarkeit der Absatzmärkte und die dort erzielbaren Preise, in der landwirtschaftlich geprägten Region wichtig gewesen sein. Aber auch die vergleichsweise modernen Arbeitsschutzgesetze und der Umstand, dass Österreich eine demokratisch verfasste Republik war. Zuletzt scheinen generell bei Plebisziten über Gebietszugehörigkeiten viele Abstimmende den Verbleib beim bereits bekannten Staat dem Wechsel zu einem anderen Staat vorzuziehen. So kommt der österreichische Osteuropa-Historiker Arnold Suppan zu dem Ergebnis: 

„Die befragte slowenisch- und deutschsprachige Bevölkerung entschied nicht ausschließlich nach ethnischer Herkunft und sprachlich-kultureller Zugehörigkeit, sondern wesentlich auch nach konkreten wirtschaftlichen, sozialen und politischen Interessen. Im Übrigen war das Ergebnis ein erfreuliches, aber nicht selbstverständliches Bekenntnis zur jungen Republik Österreich.“

Mit der Betonung von Kontinuität („Bleib Kärnten treu!“), aber auch der stärkeren Konzentration auf die wirtschaftlichen Vorteile einer ungeteilten Region, scheint die österreichische Propaganda die für viele Abstimmenden tatsächlich wichtigen Fragen angesprochen zu haben, während die SHS-Propaganda, die sich sehr stark auf nationalistische und anti-deutsche Argumente stützte, vermutlich an den realen Sorgen vorbeiging.

### Minderheitenrechte
Während der ersten Österreichischen Republik galten in Kärnten Minderheitenschutzrechte für die Kärntner Slowenen. Noch etwa zwei Wochen vor Volksabstimmung hatte die Kärntner Landesversammlung das Versprechen abgegeben, dass sie die „sprachliche und ihre nationale Eigenart [der Slowenen] jetzt und alle Zeit wahren will“. Die Kärntner Landesregierung wandte sich mit einer ähnlichen Verlautbarung direkt nach der Abstimmung noch einmal an die Öffentlichkeit. Nicht zuletzt weil der Vertrag von Saint-Germain ausdrücklich Minderheitenrechte vorschrieb, gab es in den 1920er Jahren zweisprachige Schulen, Zeitungen und die slowenische Sprache war im Alltag präsent. Als politische Interessenvertretung trat die Partei der Kärntner Slowenen auf, die sich für eine Stärkung der Minderheitenrechte, jedoch ausdrücklich nicht separatistisch betätigte.
Aber bereits in den 1920er war das Verhältnis zwischen Mehrheits- und Minderheitsgesellschaft angespannt. So kündigte Landesverweser Artur Lemisch nur wenige Wochen nach der Volksabstimmung, am 25. November 1920 eine neue Assimiliationspolitik an. Diese habe das Ziel, alle 15.000 Kärntner Slowenen die für Jugoslawien gestimmt hatten (nach der damals vorherrschenden ethnonationalistischen Deutung der Abstimmung konnte es keine Stimmen deutschsprachiger Kärntner für Jugoslawien gegeben haben), innerhalb einer Generation umzuerziehen.
Mit dem Erstarken des Nationalismus in Österreich, dem Ubergang zum autoritären Ständestaat im Jahr 1934 und schließlich dem Anschluss Österreichs an das nationalsozialistische Deutschland im Jahr 1938, erhöhte sich der Druck auf die slowenische Kultur und Sprache in Kärnten noch einmal erheblich. In den 1940er Jahren begannen die NS-Behörden mit der Zwangsumsiedlung der Kärntner Slowenen über die Volksdeutsche Mittelstelle. In dieser Zeit schlossen sich auch Kärntner Slowenen dem bewaffneten Kampf der jugoslawischen Partisanen gegen NS-Deutschland an.
In der wiedergegründeten österreichischen Republik traten die Minderheitenrechte erneut in Kraft. Allerdings kam und kommt es bis heute regelmäßig zu politischen Konflikten um die Rolle und Bedeutung der slowenischen Sprache und Kultur in Kärnten. So wird gegen die in den 1970er Jahren in Kärnten durchgeführte Wahlkreisreform der Vorwurf des Gerrymandering herhoben. Das slowenische Siedlungsgebiet in Kärnten werde durch die Neueinteilung der Wahlkreise so aufgeteilt, dass die Enotna Lista („Einheitsliste“, die politische Interessenvertretung der Slowenischen Kärntner) keine Chance auf die Erlangung von Mandaten habe. Ein weiterer Konfliktfall ist der sogenannte Ortstafelstreit, bei dem es um die Frage der Nennung slowenischer Ortsbezeichnungen auf der Straßenbeschilderung geht. Vor allem die rechtspopulistische und rechtsextremistische FPÖ nutzt die Auseinandersetzung zur Profilierung.
Seit 1991 werden Fragen der Minderheitenrechte der Kärntner Slowenen auch zwischen den Regierungen in Wien und Ljubljana direkt verhandelt.

## Die Volksabstimmung in der Erinnerungskultur

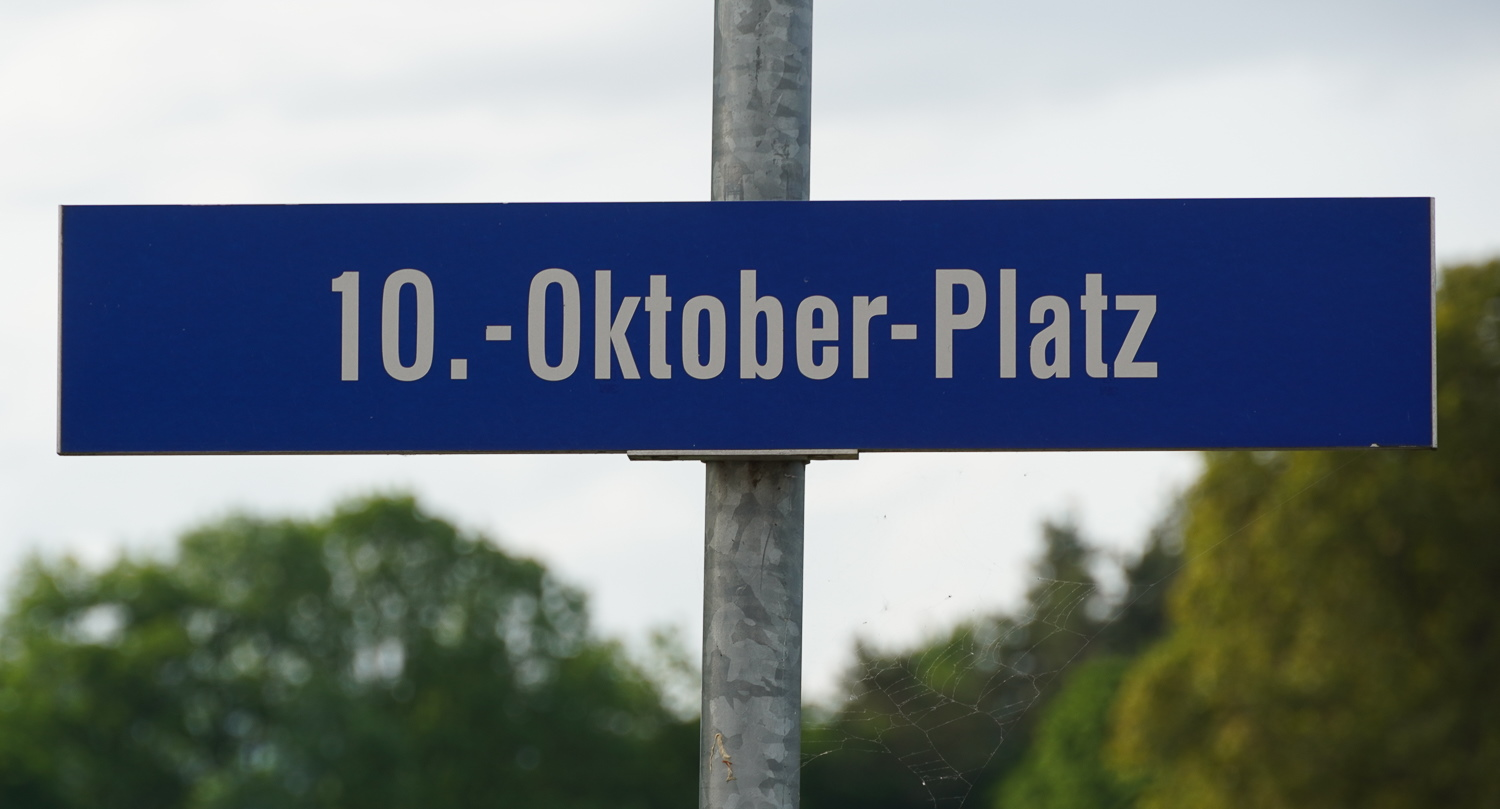
Straßenschild in Schiefling am Wörthersee

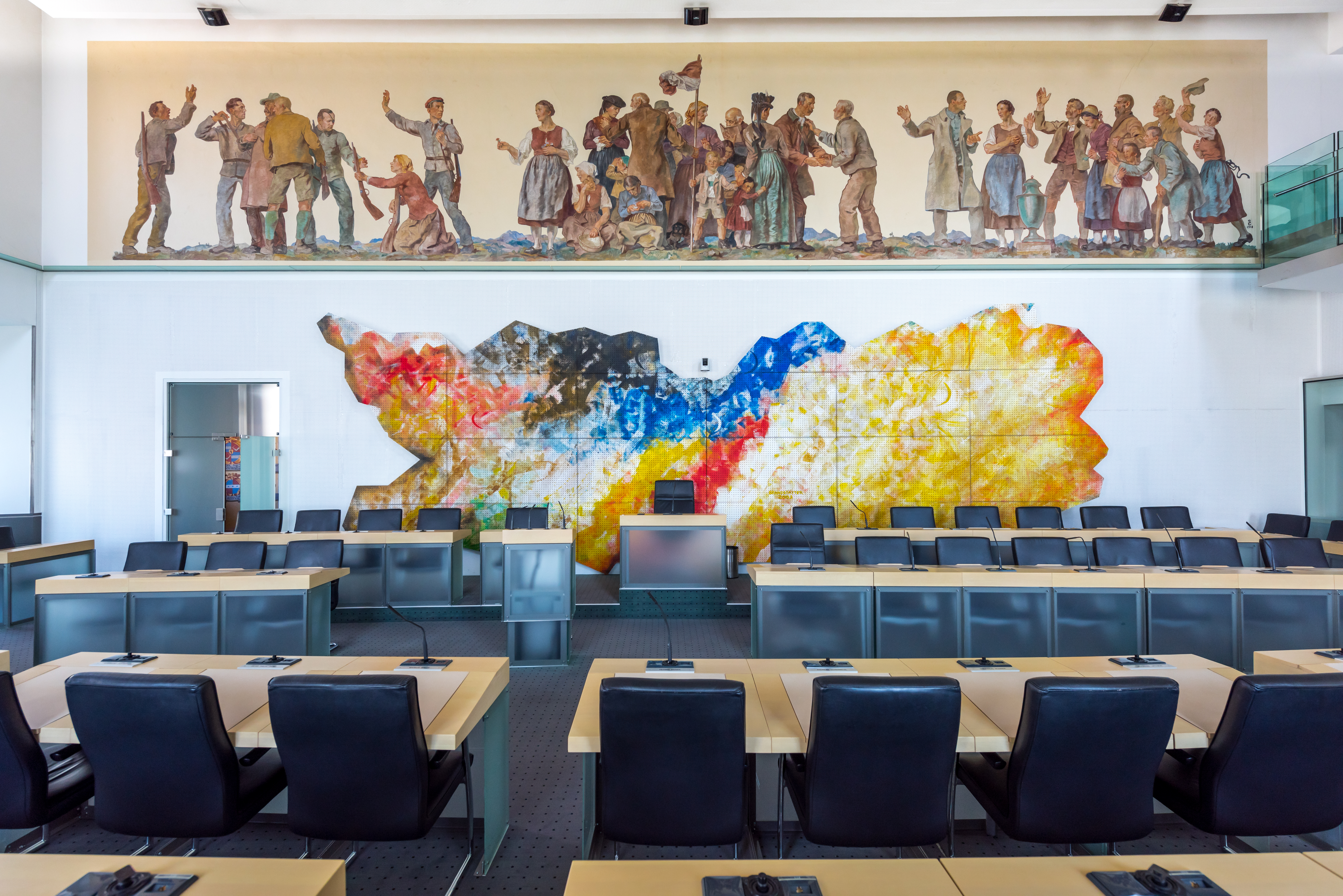
Abstimmungsfresko im Landhaus in Klagenfurt

In Kärnten ist die Volksabstimmung in der Erinnerungskultur des Landes nach wie vor sehr präsent. So ist der 10. Oktober heute ein – jedoch nicht generell arbeitsfreier – Feiertag des Bundeslandes Kärnten. Vor allem Schulen und öffentliche Einrichtungen bleiben geschlossen. In Klagenfurt, Villach, Spittal an der Drau und anderen Orten gibt es „10.-Oktober“-Straßen oder -Plätze. Das von der Interalliierten Plebiszitkommission produzierte Schriftgut wird heute im Kärntner Landesarchiv in Klagenfurt aufbewahrt.
Im Land findet sich eine Vielzahl an Denkmälern die an die Volksabstimmung erinnern, oftmals auch in Verbindung mit dem Kärntner Abwehrkampf. Gleichfalls wird an die ehemalige Demarkationslinie zwischen den beiden Zonen durch Gedenktafeln und -steine erinnert. Während einige der Denkmäler bereits kurz nach den Ereignissen errichtet wurden, bildeten später meist Jubiläen den Anlass zu erneuter öffentlicher Erinnerung an die Volksabstimmung. So wurden bereits 1930, zum 10-jährigen Jubiläum Gemälde und zahlreiche Ansichtskarten mit stilisierten Erinnerungsmotiven herausgegeben. Im Sitzungssaal des Kärntner Landeshauses wurde bereits 1928 ein von Switbert Lobisser angefertigtes Fresko zur Volksabstimmung angebracht, das dort bis heute zu sehen ist. Ab 1938 wurde es durch ein weiteres Fresko Lobissers ergänzt, das den Nationalsozialismus in Österreich verherrlichte und ab 1945 zunächst verhüllt, dann im Jahr 2000 entfernt wurde. In der Zeit des Nationalsozialismus wurde die Volksabstimmung vor allem in einen deutschnationalen Kontext gerückt und als Ausweis nationaler Selbstbestimmung interpretiert.
In der zweiten österreichischen Republik war das 40-jährige Jubiläum im Jahr 1960 Anlass zur Prägung einer 25-Schilling-Silbermünze, sowie der Ausgabe einer Briefmarke mit 1,50 ÖS Nennwert. In Klagenfurt gab es zum 90-jährigen Jubiläum einen Festumzug durch die Stadt. Das 100-jährige Jubiläum bildete den Anlass für überregionale und internationale Presseberichterstattung. Auch in der Geschichtswissenschaft war dies Anlass für Forschungsprojekte zur Volksabstimmung und ihrer Deutung. Zum 102. Jahrestag im Jahr 2022 hielt das Land Kärnten eine Gedenkveranstaltung im Landhaus Klagenfurt ab.

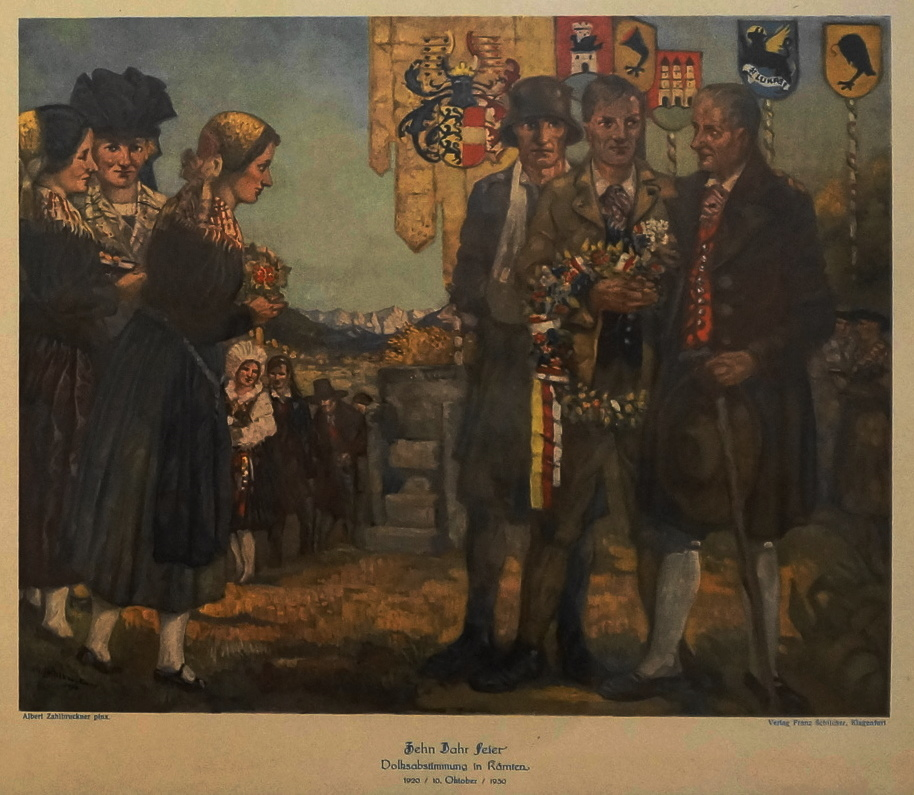
Gemälde zum 10-jährigen Jubiläum 1930 von Albert Zahlbruckner
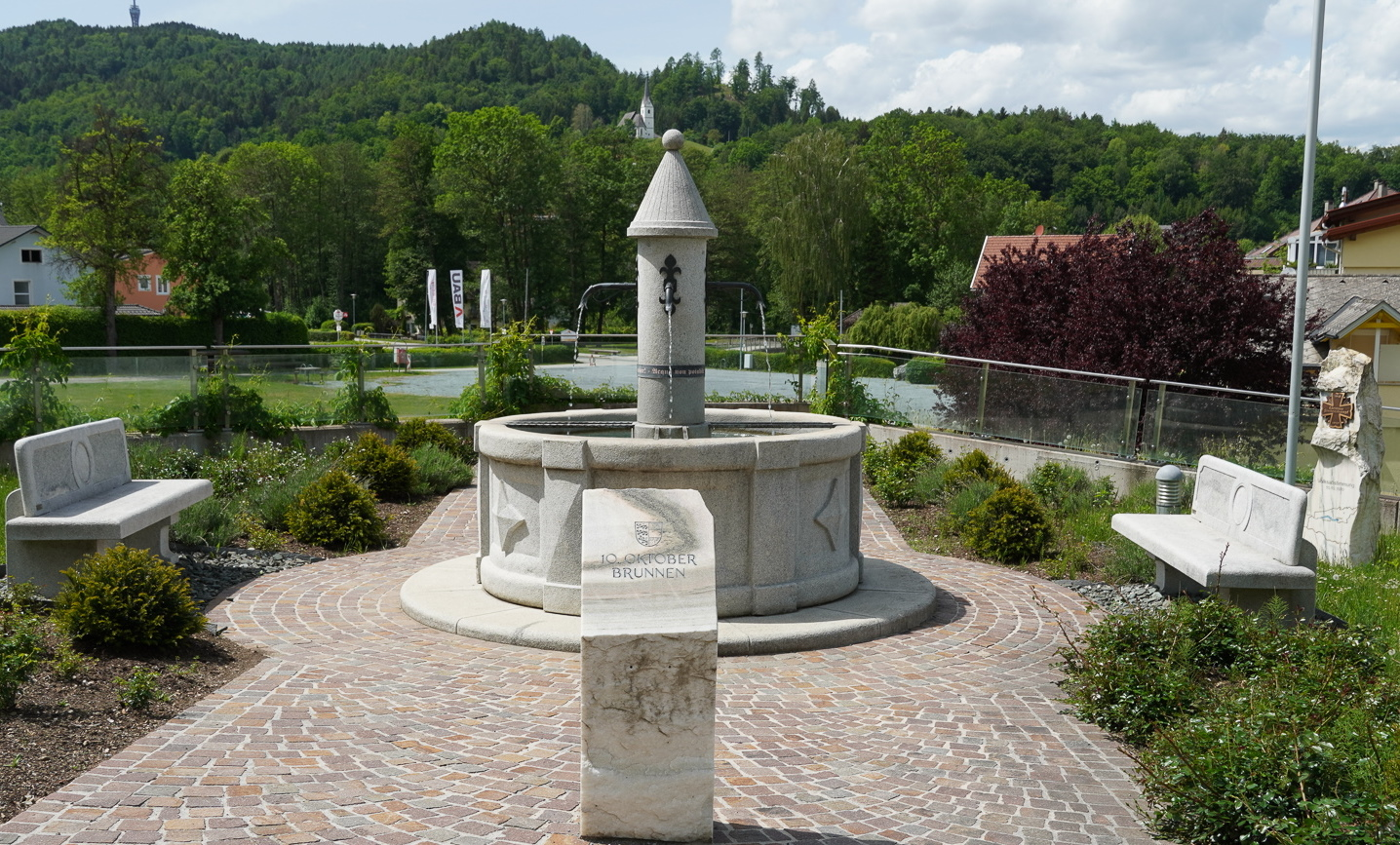
10.-Oktober-Brunnen in Maria Wörth
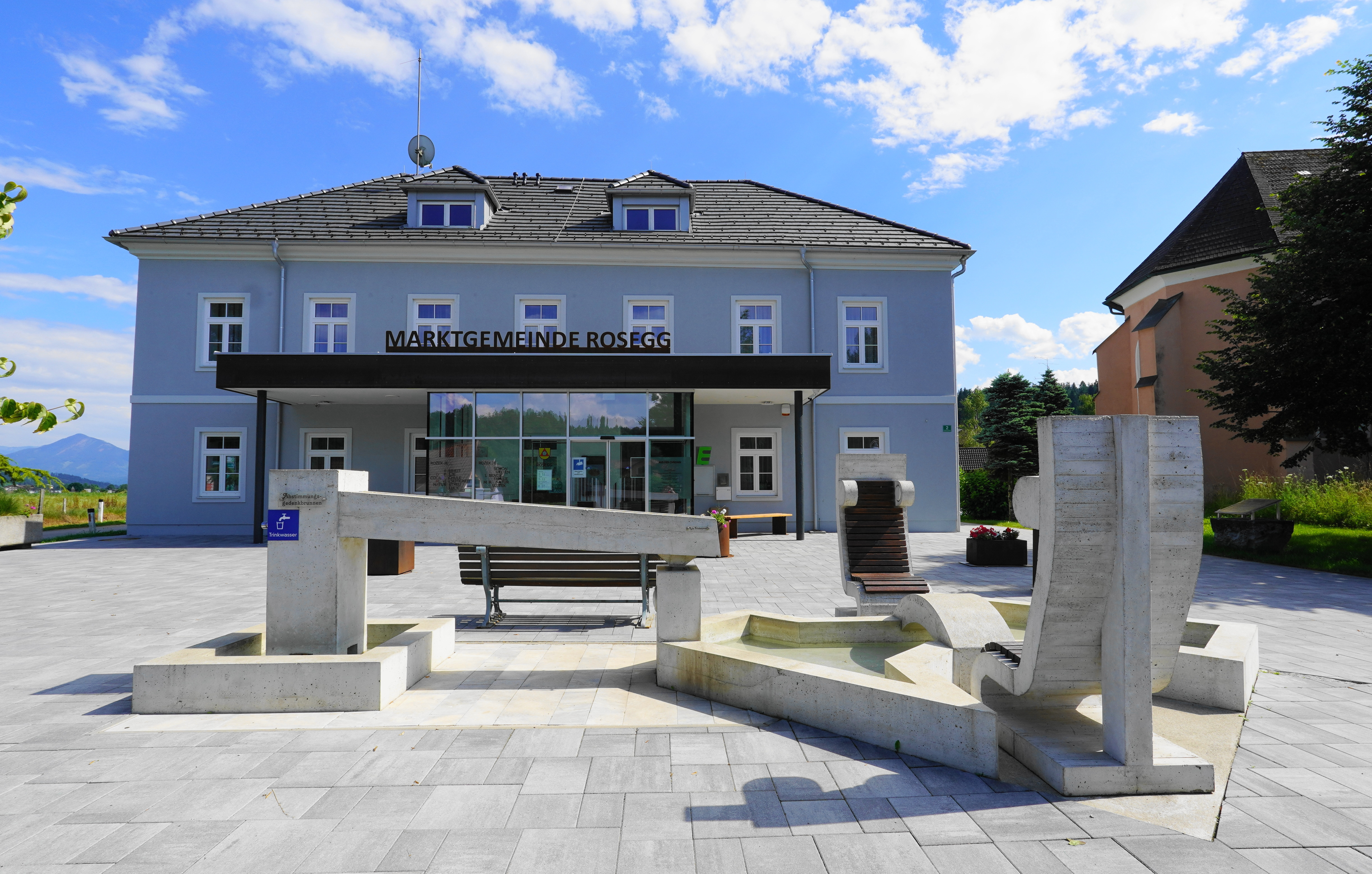
Modern gestalteter Abstimmungsgedenkbrunnen in der Gemeinde Rosegg
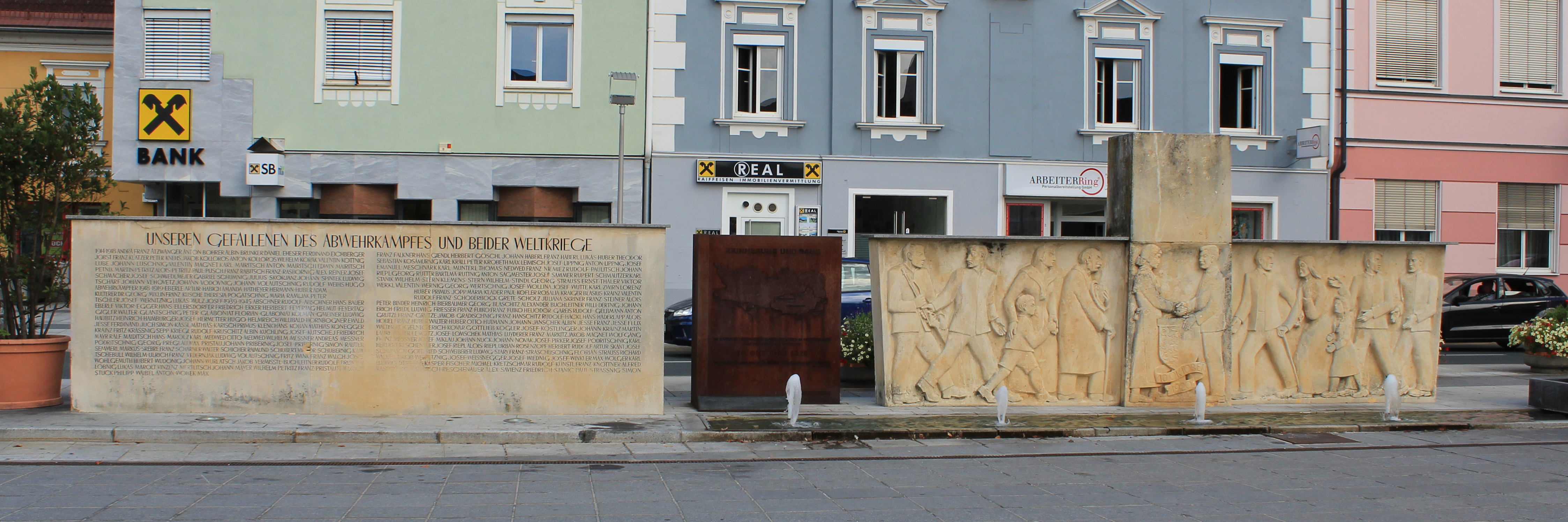
In Völkermarkt sind Volksabstimmungs- und Kriegerdenkmal vereint
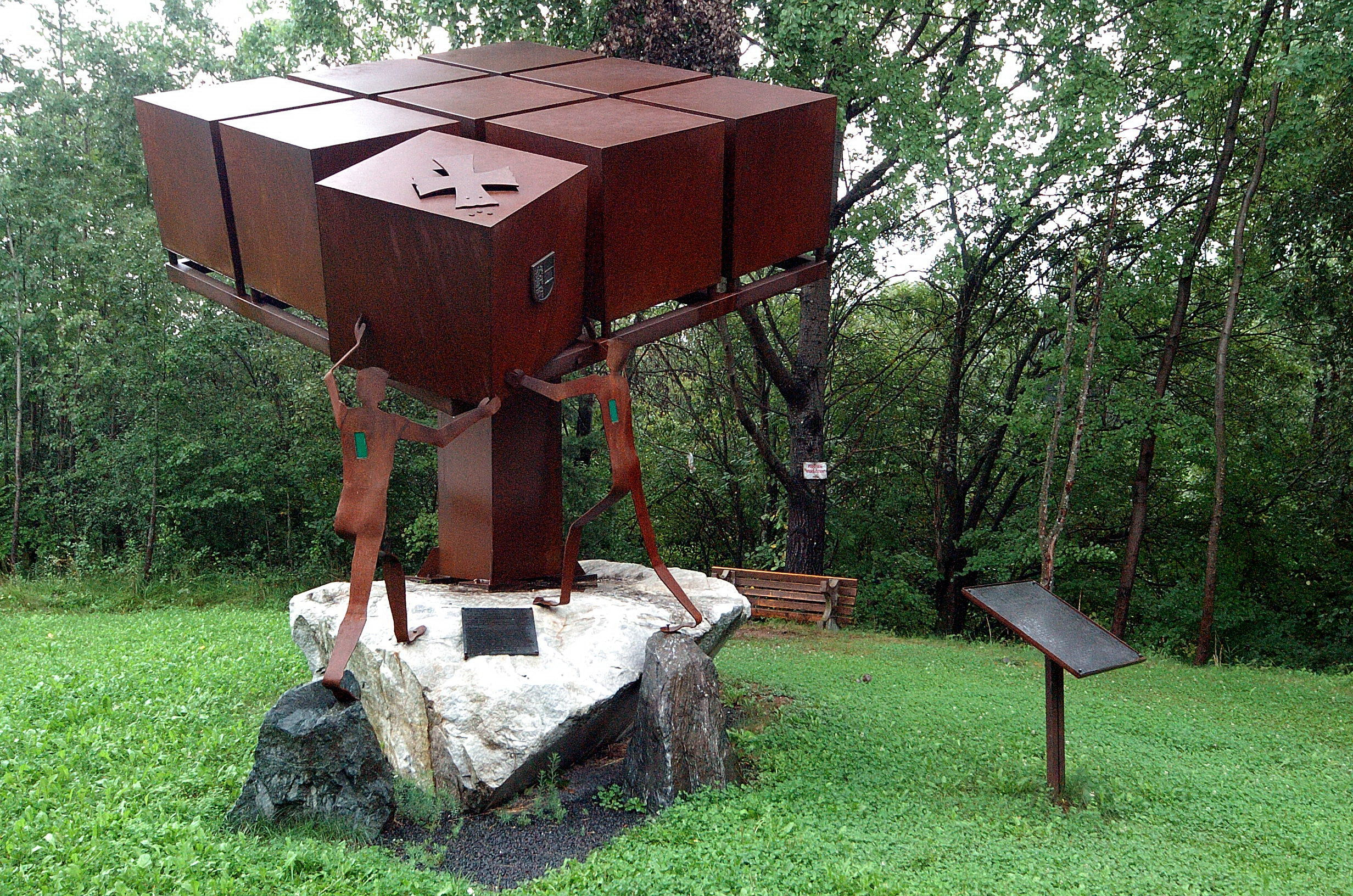
Modernes Abstimmungsdenkmal in Ferlach
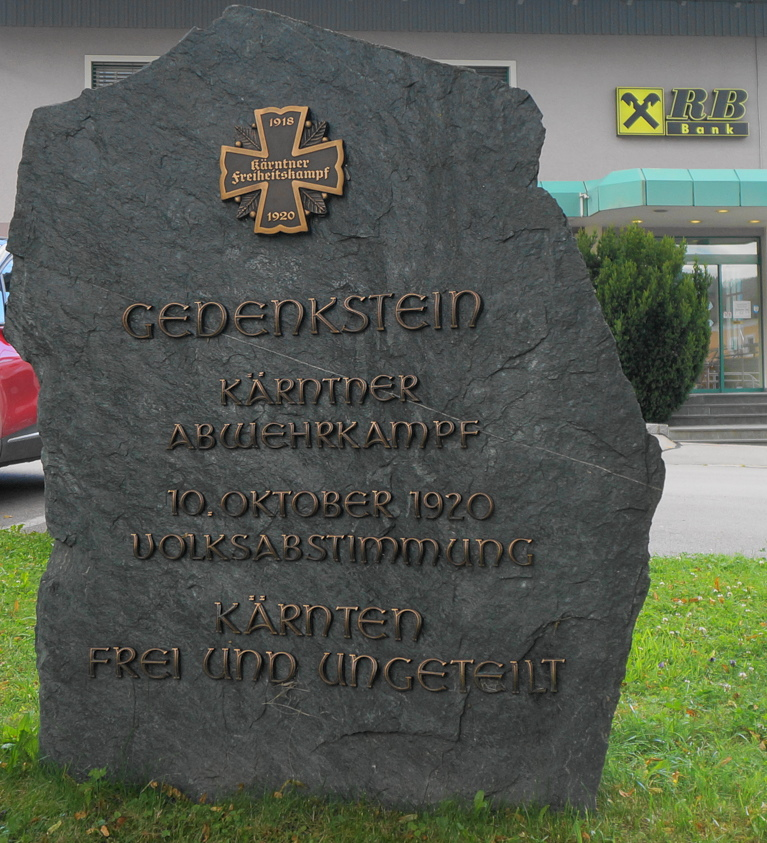
Gedenkstein für Abwehrkampf und Volksabstimmung in Steindorf am Ossiacher See
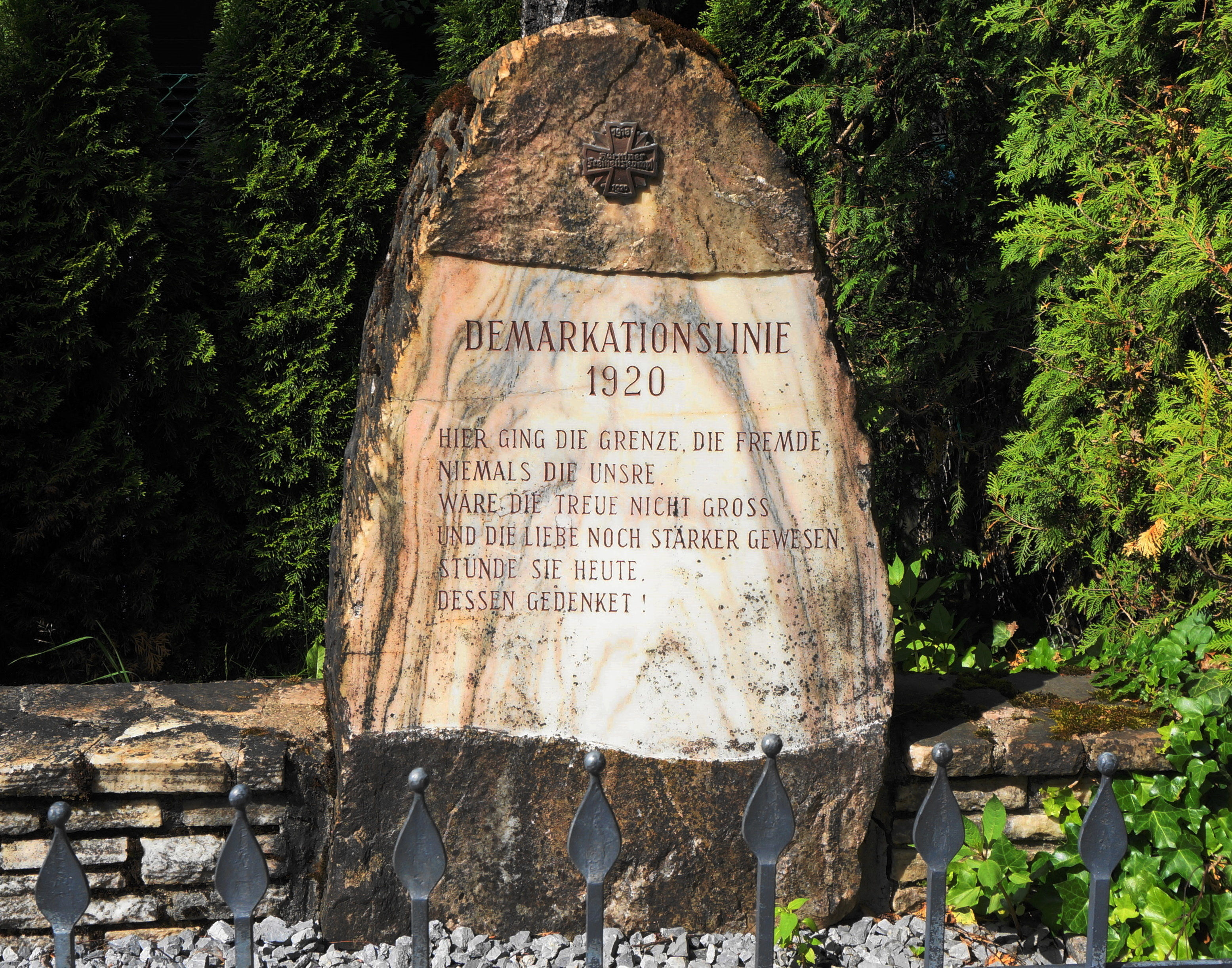
Gedenkstein für die Demarkationslinie zwischen den Zonen in Velden am Wörther See
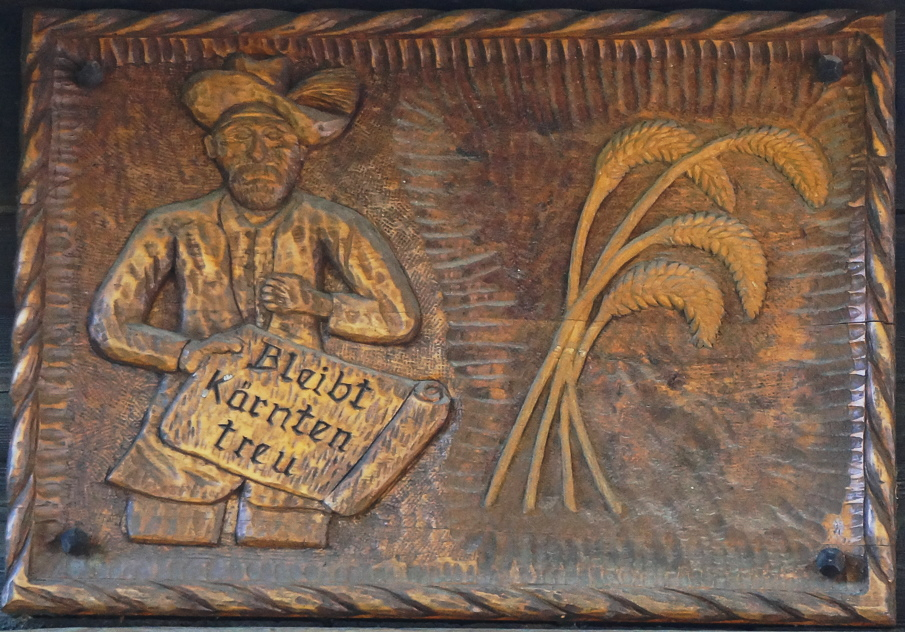
Holzrelief „Kärnten bleibt treu!“ in Weißenstein
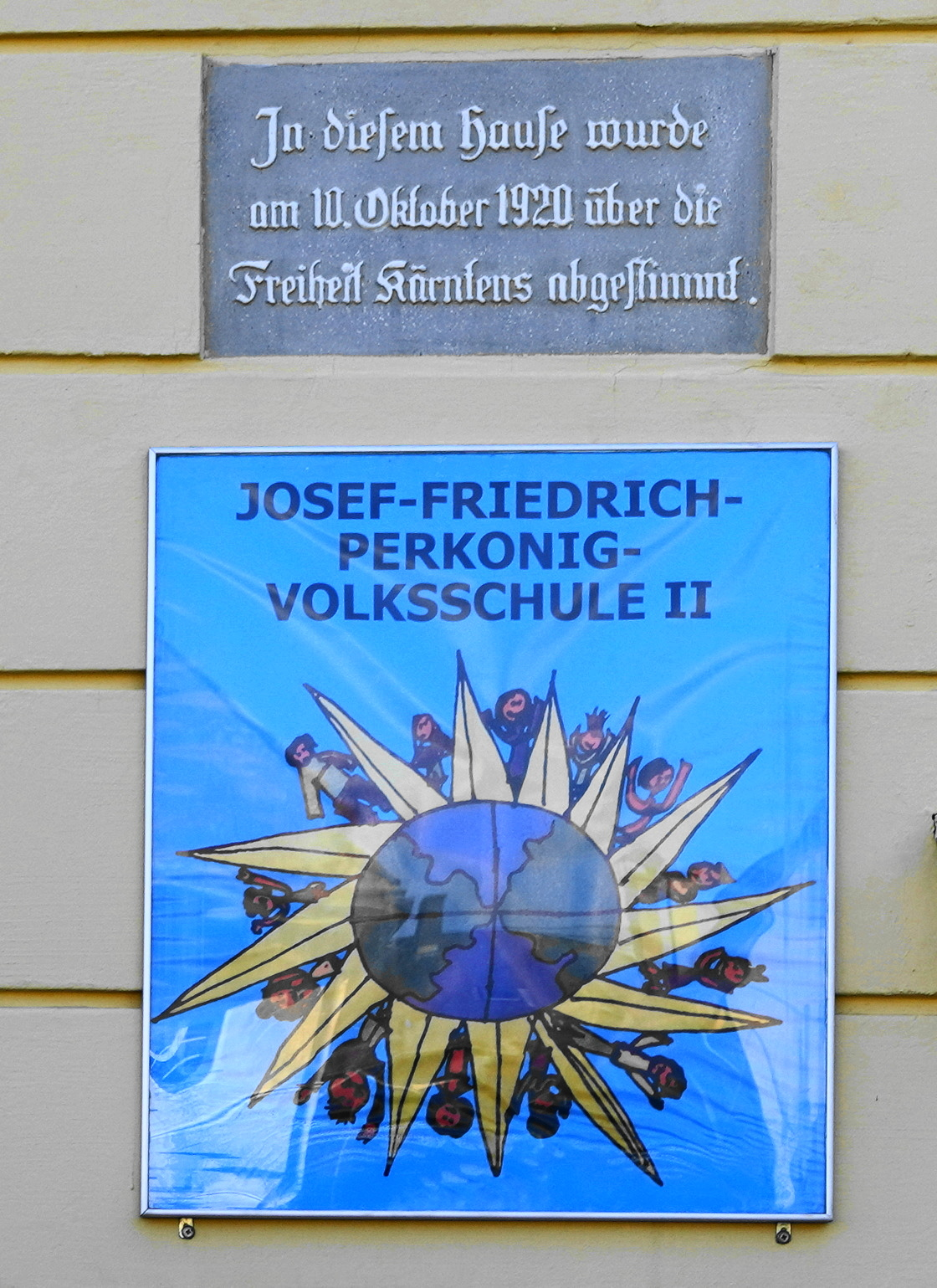
Gedenktafel an der Volksschule 2 in Ferlach
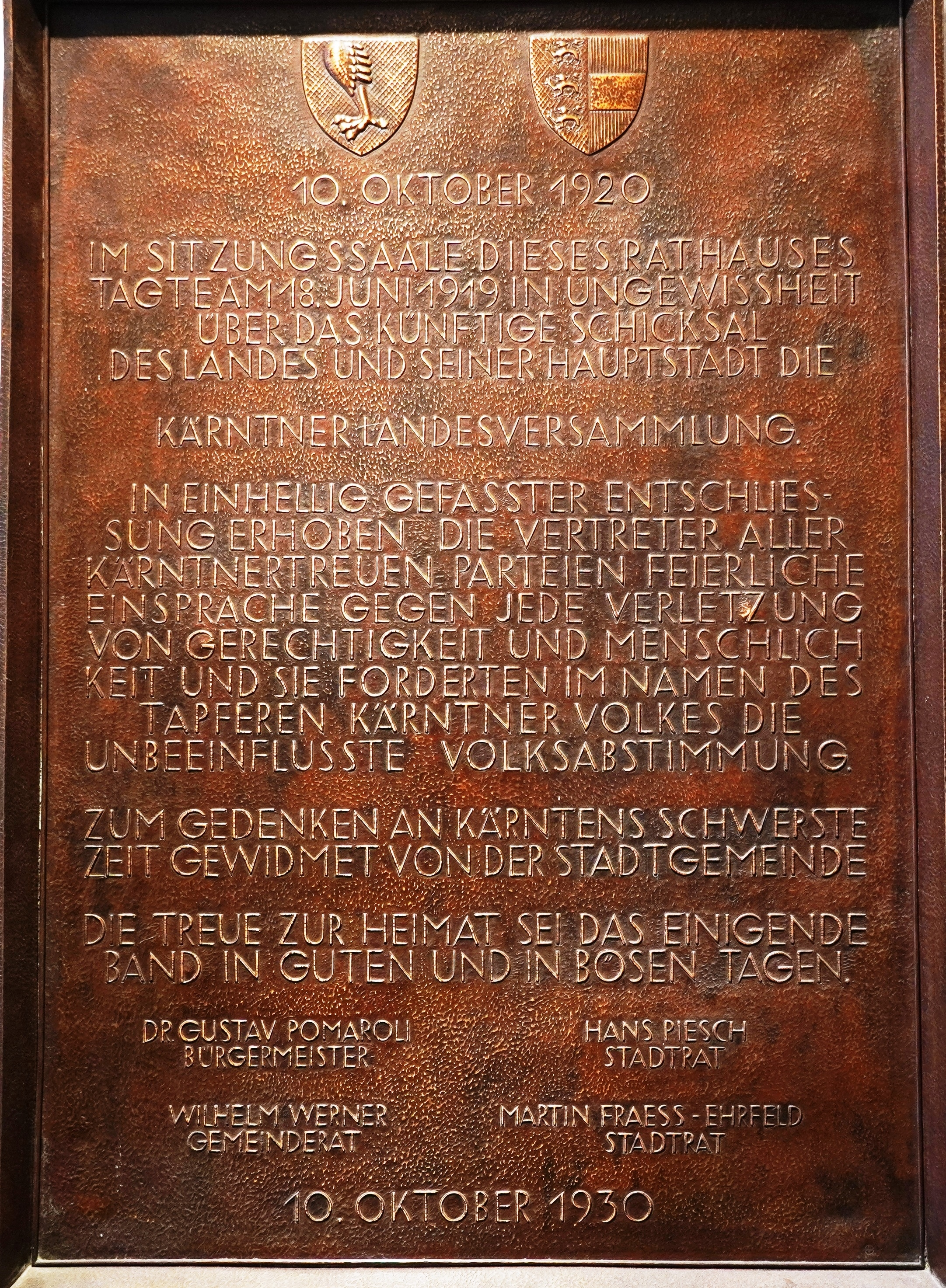
Gedenktafel in Villach für das Verlangen der Landesversammlung nach einem Plebiszit